# 朝鮮王朝壯元列表
朝鮮王朝壯元列表，收錄了朝鮮半島朝鮮王朝自科舉制度開始後，歷朝所有大科獲得壯元的人物，參考資料為主要來自《登科錄》（등과록），並根據其他資料校補，並以注釋標明。

## 朝鮮

### 太祖年間
| 科次               | 西曆   | 姓名（諺文） | 生卒年     | 本貫       | 備註     |
| ------------------ | ------ | ------------ | ---------- | ---------- | -------- |
| 太祖二年癸酉式年榜 | 1393年 | 宋介臣（송개신）   | 1373年－？ | 洪州宋氏   | 乙科壯元 |
| 太祖五年丙子式年榜 | 1396年 | 金益精（김익정）   | ？－1436年 | 舊安東金氏 | 乙科壯元 |

### 定宗年間
| 科次               | 西曆   | 姓名（諺文） | 生卒年 | 本貫     | 備註     |
| ------------------ | ------ | ------------ | ------ | -------- | -------- |
| 定宗元年己卯式年榜 | 1399年 | 田可植（전가식）   |        | 潭陽田氏 | 乙科壯元 |

### 太宗年間
| 科次                 | 西曆   | 姓名（諺文） | 生卒年         | 本貫     | 備註         |
| -------------------- | ------ | ------------ | -------------- | -------- | ------------ |
| 太宗元年辛巳增廣榜   | 1401年 | 趙末生（）   | 1370年－1447年 | 楊州趙氏 | 乙科壯元     |
| 太宗二年壬午式年榜   | 1402年 | 申曉（신효）     |                | 平山申氏 | 乙科壯元     |
| 太宗五年乙酉式年榜   | 1405年 | 俞勉（유면）     |                | 仁同俞氏 | 乙科壯元     |
| 太宗七年丁亥重試榜   | 1407年 | 卞季良（변계량）   | 1369年－1430年 | 草溪卞氏 | 乙科壯元     |
| 太宗八年戊子式年榜   | 1408年 | 魚變甲（）   | 1381年－1435年 | 咸從魚氏 | 乙科壯元     |
| 太宗十一年辛卯式年榜 | 1411年 | 權克中（）   |                | 安東權氏 | 乙科壯元     |
| 太宗十四年甲午式年榜 | 1414年 | 鄭麟趾（정인지）   | 1396年－1478年 | 河東鄭氏 | 乙科一等壯元 |
| 太宗十四年甲午謁聖榜 | 1414年 | 權踶（）     | 1387年－1445年 | 安東權氏 | 乙科一等壯元 |
| 太宗十六年丙申親試榜 | 1416年 | 鄭之澹（정지담）   |                | 河東鄭氏 | 乙科一等壯元 |
| 太宗十六年丙申重試榜 | 1416年 | 金赭（김자）     | ？－1428年     | 彥陽金氏 | 乙科一等壯元 |
| 太宗十七年丁酉式年榜 | 1417年 | 韓惠（한혜）     | 1403年－1431年 | 清州韓氏 | 乙科壯元     |

### 世宗年間
| 科次                   | 西曆   | 姓名（諺文） | 生卒年         | 本貫       | 備註         |
| ---------------------- | ------ | ------------ | -------------- | ---------- | ------------ |
| 世宗元年己亥增廣榜     | 1419年 | 曹尚治（조상치）   |                | 昌寧曹氏   | 乙科壯元     |
| 世宗二年庚子式年榜     | 1420年 | 安崇善（안숭선）   | 1392年－1452年 | 順興安氏   | 乙科壯元     |
| 世宗五年癸卯式年榜     | 1423年 | 鄭楫（정즙）     |                | 清州鄭氏   | 乙科壯元     |
| 世宗八年丙午式年榜     | 1426年 | 皇甫良（황보량）   |                | 永川皇甫氏 | 乙科壯元     |
| 世宗九年丁未親試榜     | 1427年 | 南季瑛（남계영）   | 1415年－？     | 宜寧南氏   | 乙科一等壯元 |
| 世宗九年丁未重試榜     | 1427年 | 鄭麟趾       | 1396年－1478年 | 河東鄭氏   | 乙科一等壯元 |
| 世宗十一年己酉式年榜   | 1429年 | 許斯文（）   |                | 泰仁許氏   | 乙科壯元     |
| 世宗十一年己酉謁聖榜   | 1429年 | 趙注（조주）     |                | 康津趙氏   | 乙科壯元     |
| 世宗十四年壬子式年榜   | 1432年 | 金吉通（김길통）   | 1408年－1473年 | 清風金氏   | 乙科壯元     |
| 世宗十六年甲寅謁聖榜   | 1434年 | 崔恒（최항）     | 1409年－1474年 | 朔寧崔氏   | 乙科一等壯元 |
| 世宗十七年乙卯式年榜   | 1435年 | 李咸寧（이함녕）   | ？－1437年     | 星州李氏   | 乙科壯元     |
| 世宗十八年丙辰重試榜   | 1436年 | 南秀文（남수문）   | 1408年－1443年 | 固城南氏   | 乙科一等壯元 |
| 世宗十八年丙辰親試榜   | 1436年 | 尹士昀（윤사윤）   | 1409年－1461年 | 坡平尹氏   | 乙科壯元     |
| 世宗二十年戊午式年榜   | 1438年 | 河緯地（하위지）   | 1412年－1456年 | 晉陽河氏   | 乙科壯元     |
| 世宗二十一年己未親試榜 | 1439年 | 崔敬身（최경신）   |                | 全州崔氏   | 乙科壯元     |
| 世宗二十三年己酉式年榜 | 1441年 | 李石亨（이석형）   | 1415年－1477年 | 延安李氏   | 乙科壯元     |
| 世宗二十四年壬戌親試榜 | 1442年 | 李皎然（이교연）   | 1413年－1475年 | 固城李氏   | 乙科壯元     |
| 世宗二十六年甲子式年榜 | 1444年 | 黃孝源（）   | 1414年－1481年 | 尚州黃氏   | 乙科壯元     |
| 世宗二十九年丁卯式年榜 | 1447年 | 李承召（）   | 1422年－1484年 | 陽城李氏   | 乙科壯元     |
| 世宗二十九年丁卯重試榜 | 1447年 | 成三問（성삼문）   | 1418年－1456年 | 昌寧成氏   | 乙科一等壯元 |
| 世宗二十九年丁卯親試榜 | 1447年 | 姜希孟（）   | 1424年－1483年 | 晉州姜氏   | 乙科一等壯元 |

### 文宗年間
| 科次                 | 西曆   | 姓名（諺文） | 生卒年         | 本貫           | 備註     |
| -------------------- | ------ | ------------ | -------------- | -------------- | -------- |
| 文宗即位年庚午式年榜 | 1450年 | 權擥（권람）     | 1416年－1465年 | 安東權氏       | 乙科壯元 |
| 文宗元年辛未增廣榜   | 1451年 | 洪應（）     | 1428年－1492年 | 南陽洪氏唐洪系 | 乙科壯元 |

### 端宗年間
| 科次               | 西曆   | 姓名（諺文） | 生卒年         | 本貫       | 備註     |
| ------------------ | ------ | ------------ | -------------- | ---------- | -------- |
| 端宗元年癸酉增廣榜 | 1453年 | 李崇元（）   | 1428年－1491年 | 延安李氏   | 乙科壯元 |
| 端宗元年癸酉式年榜 | 1453年 | 金壽寧（김수녕）   | 1436年－1473年 | 舊安東金氏 | 乙科壯元 |
| 端宗二年甲戌謁聖榜 | 1454年 | 鄭孝常（）   | 1432年－1481年 | 慶州鄭氏   | 乙科壯元 |

### 世祖年間
| 科次                     | 西曆   | 姓名（諺文） | 生卒年         | 本貫     | 備註           |
| ------------------------ | ------ | ------------ | -------------- | -------- | -------------- |
| 世祖二年丙子式年榜       | 1456年 | 任元濬（）   | 1423年－1500年 | 豐川任氏 | 乙科壯元       |
| 世祖三年丁丑謁聖榜       | 1457年 | 姜子平（강자평）   | 1430年－1486年 | 晉州姜氏 | 乙科壯元       |
| 世祖三年丁丑重試榜       | 1457年 | 李永垠（이영은）   | 1434年－1471年 | 韓山李氏 | 乙科壯元       |
| 世祖三年丁丑別試榜       | 1457年 | 吳凝（오응）     | 1421年－1470年 | 咸陽吳氏 | 乙科壯元       |
| 世祖四年戊寅謁聖榜       | 1458年 | 都夏（도하）     | 1418年－1479年 | 星州都氏 | 乙科壯元       |
| 世祖五年己卯式年榜       | 1459年 | 高台鼎（고태정）   |                | 濟州高氏 | 乙科壯元       |
| 世祖六年庚辰春塘臺榜     | 1460年 | 李孟賢（이맹현）   | 1436年－1487年 | 載寧李氏 | 乙科一等壯元   |
| 世祖六年庚辰別試榜       | 1460年 | 崔敬止（최경지）   | ？－1479年     | 慶州崔氏 | 乙科一等壯元   |
| 世祖六年庚辰平壤別試榜   | 1460年 | 柳自漢（유자한）   |                | 晉州柳氏 | 乙科壯元       |
| 世祖七年辛巳別試榜       | 1461年 | 河叔山（하숙산）   |                | 晉陽河氏 | 乙科壯元       |
| 世祖八年壬午謁聖榜       | 1462年 | 姜安重（강안중）   | ？－1465年     | 晉州姜氏 | 乙科壯元       |
| 世祖八年壬午式年榜       | 1462年 | 柳自濱（유자빈）   |                | 晉州柳氏 | 乙科壯元       |
| 世祖十年甲申溫陽別試榜   | 1464年 | 李陸（이륙）     | 1438年－1498年 | 固城李氏 | 乙科壯元       |
| 世祖十一年乙酉式年榜     | 1465年 | 成晉（성진）     |                | 昌寧成氏 | 乙科壯元       |
| 世祖十一年乙酉別試榜     | 1465年 | 李封（이봉）     | 1441年－1493年 | 韓山李氏 | 乙科一等壯元   |
| 世祖十二年丙戌謁聖榜     | 1466年 | 慎承善（）   | 1436年－1502年 | 居昌慎氏 | 一等壯元       |
| 世祖十二年丙戌重試榜     | 1466年 | 金克儉（김극검）   | 1439年－1499年 | 金海金氏 | 一等壯元       |
| 世祖十二年丙戌高城別試榜 | 1466年 | 陳祉（진지）     |                |          | 一等壯元       |
| 世祖十二年丙戌拔英榜     | 1466年 | 金守溫（）   | 1410年－1481年 | 永同金氏 | 一等壯元       |
| 世祖十二年丙戌登俊榜     | 1466年 | 金守溫（）   | 1410年－1481年 | 永同金氏 | 一等壯元       |
| 世祖十四年戊子溫陽別試榜 | 1468年 | 柳子光（유자광）   | 1439年－1512年 | 靈光柳氏 | 甲科壯元       |
| 世祖十四年戊子謁聖榜     | 1468年 | 李溥（）     | 1444年－1470年 | 全州李氏 | 甲科壯元，宗室 |
| 世祖十四年戊子式年榜     | 1468年 | 李仁亨（이인형）   | 1436年－1504年 | 咸安李氏 | 甲科壯元       |

### 睿宗年間
| 科次               | 西曆   | 姓名（諺文） | 生卒年         | 本貫     | 備註     |
| ------------------ | ------ | ------------ | -------------- | -------- | -------- |
| 睿宗元年己丑增廣榜 | 1469年 | 蔡壽（）     | 1449年－1515年 | 仁川蔡氏 | 甲科壯元 |

### 成宗年間
| 科次                   | 西曆   | 姓名（諺文） | 生卒年         | 本貫     | 備註     |
| ---------------------- | ------ | ------------ | -------------- | -------- | -------- |
| 成宗元年庚寅別試榜     | 1470年 | 申浚（）     | 1444年－1509年 | 高靈申氏 | 甲科壯元 |
| 成宗二年辛卯別試榜     | 1471年 | 金訢（김흔）     | 1448年－1492年 | 延安金氏 | 甲科壯元 |
| 成宗三年壬辰式年榜     | 1472年 | 安良生（안양생）   |                | 忠州安氏 | 甲科壯元 |
| 成宗五年甲午式年榜     | 1474年 | 崔灌（최관）     |                | 慶州崔氏 | 甲科壯元 |
| 成宗六年乙未謁聖榜     | 1475年 | 朴衡文（박형문）   |                | 忠州朴氏 | 甲科壯元 |
| 成宗七年丙申別試榜     | 1476年 | 尹喜孫（윤희손）   | ？－1522年     | 坡平尹氏 | 甲科壯元 |
| 成宗七年丙申重試榜     | 1476年 | 鄭淮（정회）     | 1450年－？     | 延日鄭氏 | 一等壯元 |
| 成宗八年丁酉式年榜     | 1477年 | 辛季琚（신계거）   |                | 靈山辛氏 | 甲科壯元 |
| 成宗八年丁酉謁聖榜     | 1477年 | 權建（권건）     |                | 安東權氏 | 甲科壯元 |
| 成宗九年丁酉親試榜     | 1478年 | 權景禧（권경희）   | 1451年－1497年 | 安東權氏 | 甲科壯元 |
| 成宗十年己亥別試榜     | 1479年 | 鄭光世（정광세）   | 1457年－1514年 | 東萊鄭氏 | 甲科壯元 |
| 成宗十年己亥重試榜     | 1479年 | 趙之瑞（）   | 1454年－1504年 | 林川趙氏 | 甲科壯元 |
| 成宗十一年庚子謁聖榜   | 1480年 | 崔湑（최서）     |                |          | 甲科壯元 |
| 成宗十一年庚子式年榜   | 1480年 | 申從濩（신종호）   | 1456年－1497年 | 高靈申氏 | 甲科壯元 |
| 成宗十二年辛丑親試榜   | 1481年 | 尹達莘（윤달신）   |                | 驪州尹氏 | 甲科壯元 |
| 成宗十三年壬寅謁聖榜   | 1482年 | 金驥孫（김기손）   |                | 金海金氏 | 甲科壯元 |
| 成宗十三年壬寅進賢榜   | 1482年 | 李承健（이승건）   | 1452年－1502年 | 牛峰李氏 | 一等壯元 |
| 成宗十四年癸卯式年榜   | 1483年 | 李文佐（이문좌）   | 1461年－？     | 慶州李氏 | 甲科壯元 |
| 成宗十六年乙巳謁聖榜   | 1485年 | 宋瑛（송영）     |                | 礪山宋氏 | 一等壯元 |
| 成宗十七年丙午式年榜   | 1486年 | 閔頤（민이）     | 1455年－1505年 | 驪興閔氏 | 甲科壯元 |
| 成宗十七年丙午重試榜   | 1486年 | 申從濩       | 1456年－1497年 | 高靈申氏 | 甲科壯元 |
| 成宗十八年丁未別試榜   | 1487年 | 柳順汀（유순정）   | 1459年－1512年 | 晉州柳氏 | 一等壯元 |
| 成宗十九年戊申謁聖榜   | 1488年 | 李守恭（이수공）   | 1464年－1504年 | 廣州李氏 | 一等壯元 |
| 成宗二十年己酉式年榜   | 1489年 | 金詮（김전）     | 1458年－1523年 | 延安金氏 | 甲科壯元 |
| 成宗二十一年庚戌別試榜 | 1490年 | 宋軾（송식）     |                | 礪山宋氏 | 甲科壯元 |
| 成宗二十二年辛亥別試榜 | 1491年 | 權世衡（권세형）   |                | 安東權氏 | 甲科壯元 |
| 成宗二十三年壬子式年榜 | 1492年 | 姜叔突（강숙돌）   | 1448年－1551年 | 衿川姜氏 | 甲科壯元 |
| 成宗二十三年壬子別試榜 | 1492年 | 李希孟（）   | ？－1516年     | 古阜李氏 | 甲科壯元 |
| 成宗二十五年甲寅別試榜 | 1494年 | 韓訓（한훈）     |                | 清州韓氏 | 甲科壯元 |

### 燕山君年間
| 科次                           | 西曆   | 姓名（諺文） | 生卒年         | 本貫     | 備註     |
| ------------------------------ | ------ | ------------ | -------------- | -------- | -------- |
| 燕山君元年乙卯增廣榜           | 1495年 | 李穆（）     | 1471年－1498年 | 全州李氏 | 甲科壯元 |
| 燕山君二年丙辰式年榜           | 1496年 | 金千齡（김천령）   | 1469年－1503年 | 慶州金氏 | 甲科壯元 |
| 燕山君三年丁巳別試榜           | 1497年 | 權弘（권홍）     | 1467年－？     | 安東權氏 | 甲科壯元 |
| 燕山君三年丁巳重試榜           | 1497年 | 尹璋（윤장）     |                | 楊州尹氏 | 甲科壯元 |
| 燕山君四年戊午式年榜           | 1498年 | 鄭麟仁（정인인）   | ？－1504年     | 光州鄭氏 | 一等壯元 |
| 燕山君四年戊午別試榜           | 1498年 | 金克成（）   | 1474年－1540年 | 光山金氏 | 甲科壯元 |
| 燕山君七年辛酉式年榜           | 1501年 | 李頫（이부）     |                | 全義李氏 | 一等壯元 |
| 燕山君八年壬戌謁聖榜           | 1502年 | 宋世琳（송세림）   | 1479年－？     | 礪山宋氏 | 一等壯元 |
| 燕山君九年癸亥別試榜           | 1503年 | 權福（권복）     | 1478年－？     | 安東權氏 | 一等壯元 |
| 燕山君十年甲子別試榜（第一次） | 1504年 | 尹殷弼（）   | ？－1535年     | 海平尹氏 | 一等壯元 |
| 燕山君十年甲子式年榜           | 1504年 | 李耔（）     | 1480年－1533年 | 韓山李氏 | 甲科壯元 |
| 燕山君十年甲子別試榜（第二次） | 1504年 | 崔世節（최세절）   | 1479年－1535年 | 江陵崔氏 | 甲科壯元 |
| 燕山君十二年丙寅別試榜         | 1506年 | 金安老（김안로）   | 1481年－1537年 | 延安金氏 | 甲科壯元 |

### 中宗年間
| 科次                             | 西曆   | 姓名（諺文） | 生卒年         | 本貫           | 備註           |
| -------------------------------- | ------ | ------------ | -------------- | -------------- | -------------- |
| 中宗元年丙寅別試榜               | 1506年 | 陳植（진식）     |                | 扶餘陳氏       | 甲科壯元       |
| 中宗二年丁卯增廣榜               | 1507年 | 金淨（）     | 1486年－1521年 | 慶州金氏       | 甲科壯元       |
| 中宗二年丁卯式年榜               | 1507年 | 柳沃（유옥）     | 1487年－1519年 | 文化柳氏       | 一等壯元       |
| 中宗二年丁卯重試榜               | 1507年 | 權弘         | 1467年－？     | 安東權氏       | 一等壯元       |
| 中宗三年戊辰謁聖榜               | 1508年 | 權晟（권성）     |                | 安東權氏       | 甲科壯元       |
| 中宗四年己巳別試榜               | 1509年 | 金正國（）   | 1485年－1541年 | 義城金氏       | 甲科壯元       |
| 中宗五年庚午式年榜               | 1510年 | 李膂（이려）     | 1484年－1512年 | 固城李氏       | 甲科壯元       |
| 中宗六年辛未別試榜               | 1511年 | 姜台壽（강태수）   | 1479年－1526年 | 晉州姜氏       | 一等壯元       |
| 中宗八年癸酉別試榜               | 1513年 | 韓忠（）     | 1486年－1521年 | 清州韓氏       | 一等壯元       |
| 中宗八年癸酉式年榜               | 1513年 | 表憑（）     | 1472年－1524年 | 新昌表氏       | 甲科壯元       |
| 中宗九年甲戌謁聖榜               | 1514年 | 崔灝（최호）     |                | 江華崔氏       | 甲科壯元       |
| 中宗九年甲戌別試榜               | 1514年 | 朴世熹（）   | 1491年－1530年 | 尚州朴氏       | 甲科壯元       |
| 中宗十年乙亥謁聖榜               | 1515年 | 張玉（장옥）     | 1493年－？     | 德水張氏       | 甲科壯元       |
| 中宗十一年丙子式年榜             | 1516年 | 金庾信（김유신）   |                | 金海金氏       | 甲科壯元       |
| 中宗十一年丙子別試榜             | 1516年 | 沈希佺（심희전）   |                | 三陟沈氏       | 一等壯元       |
| 中宗十一年丙子重試榜             | 1516年 | 鄭士龍（）   | 1491年－1570年 | 東萊鄭氏       | 一等壯元       |
| 中宗十二年丁丑別試榜             | 1517年 | 許寬（허관）     |                | 河陽許氏       | 一等壯元       |
| 中宗十四年己卯式年榜             | 1519年 | 朴紹（박소）     | 1493年－1534年 | 潘南朴氏       | 甲科壯元       |
| 中宗十四年己卯賢良榜             | 1519年 | 金湜（）     | 1482年－1520年 | 清風金氏       | 一等壯元       |
| 中宗十四年己卯別試榜             | 1519年 | 金珌（김필）     |                | 安山金氏       | 甲科壯元       |
| 中宗十五年庚辰別試榜             | 1520年 | 宋㻩（송겸）     |                | 礪山宋氏       | 甲科壯元       |
| 中宗十六年辛巳別試榜             | 1521年 | 趙世英（조세영）   |                | 豐壤趙氏       | 甲科壯元       |
| 中宗十七年壬午式年榜             | 1522年 | 姜銓（강전）     |                | 晉州姜氏       | 甲科壯元       |
| 中宗十七年壬午別試榜             | 1522年 | 姜崇德（강숭덕）   |                | 晉州姜氏       | 甲科壯元       |
| 中宗十八年癸未謁聖榜             | 1523年 | 申瑛（）     | 1499年－1559年 | 平山申氏       | 甲科壯元       |
| 中宗十九年甲申別試榜             | 1524年 | 李效忠（이효충）   | 1484年－1525年 | 全義李氏       | 甲科壯元       |
| 中宗二十年乙酉式年榜             | 1525年 | 沈光彥（）   | 1490年－1560年 | 青松沈氏       | 甲科壯元       |
| 中宗二十一年丙戌別試榜           | 1526年 | 金弘胤（김홍윤）   | 1499年－1569年 | 光山金氏       | 甲科壯元       |
| 中宗二十一年丙戌重試榜           | 1526年 | 朴祥（）     | 1474年－1530年 | 忠州朴氏       | 甲科壯元       |
| 中宗二十三年戊子式年榜           | 1528年 | 鄭希顏（정희안）   |                | 河東鄭氏       | 甲科壯元       |
| 中宗二十三年戊子別試榜           | 1528年 | 金萬鈞（김만균）   | ？－1549年     | 慶州金氏       | 甲科壯元       |
| 中宗二十三年戊子驪州別試榜       | 1528年 | 申石澗（신석간）   | 1493年－？     | 高靈申氏       | 一等壯元       |
| 中宗二十六年辛卯式年榜           | 1531年 | 金忠烈（김충렬）   | 1503年－1560年 | 江陵金氏       | 甲科壯元       |
| 中宗二十七年壬辰別試榜（第一次） | 1532年 | 鄭大年（）   | 1503年－1578年 | 河東鄭氏       | 甲科壯元       |
| 中宗二十七年壬辰別試榜（第二次） | 1532年 | 李賢讜（이현당）   |                | 全州李氏       | 甲科壯元       |
| 中宗二十八年癸巳式年榜           | 1533年 | 李顯忠（이현충）   |                | 全州李氏       | 甲科壯元       |
| 中宗二十九年甲午式年榜           | 1534年 | 金希聖（김희성）   | 1507年－？     | 德山金氏       | 甲科壯元       |
| 中宗二十九年甲午謁聖榜           | 1534年 | 李遵仁（이준인）   | 1499年－？     | 廣州李氏       | 甲科壯元       |
| 中宗三十年乙未別試榜             | 1535年 | 李秫（이출）     |                | 韓山李氏       | 甲科壯元       |
| 中宗三十年乙未謁聖榜             | 1535年 | 李乙奎（이을규）   |                | 慶州李氏       | 甲科壯元       |
| 中宗三十年乙未開城別試榜         | 1535年 | 陳復昌（진복창）   | ？－1563年     | 驪陽陳氏       | 甲科壯元       |
| 中宗三十一年丙申別試榜           | 1536年 | 李楨（이정）     | 1512年－1571年 | 東城李氏       | 一等壯元       |
| 中宗三十一年丙申重試榜           | 1536年 | 洪春卿（）   | 1497年－1548年 | 南陽洪氏唐洪系 | 一等壯元       |
| 中宗三十一年丙申親試榜           | 1536年 | 許坰（허경）     | 1511年－1548年 | 陽川許氏       | 甲科壯元       |
| 中宗三十二年丁酉式年榜           | 1537年 | 尹鉉（윤현）     | 1514年－1578年 | 坡平尹氏       | 甲科壯元       |
| 中宗三十二年丁酉別試榜           | 1537年 | 沈通源（심통원）   | 1499年－1572年 | 青松沈氏       | 甲科壯元       |
| 中宗三十三年戊戌謁聖榜           | 1538年 | 鄭惟吉（）   | 1515年－1588年 | 東萊鄭氏       | 甲科壯元       |
| 中宗三十三年戊戌別試榜           | 1538年 | 李萬榮（이만영）   | 1510年－1547年 | 咸平李氏       | 一等壯元       |
| 中宗三十三年戊戌擢英榜           | 1538年 | 羅世纘（나세찬）   | 1498年－1551年 | 錦城羅氏       | 甲科壯元       |
| 中宗三十四年己亥別試榜（第一次） | 1539年 | 成夢說（성몽열）   |                | 昌寧成氏       | 甲科壯元       |
| 中宗三十四年己亥別試榜（第二次） | 1539年 | 金澍（김주）     | 1512年－1563年 | 舊安東金氏     | 甲科壯元       |
| 中宗三十五年庚子式年榜           | 1540年 | 金胤鼎（김윤정）   |                | 佳興金氏       | 甲科壯元       |
| 中宗三十五年庚子別試榜           | 1540年 | 尹希聖（윤희성）   | ？－1545年     | 坡平尹氏       | 甲科壯元       |
| 中宗三十六年辛丑謁聖榜           | 1541年 | 柳渾（유혼）     | 1499年－？     | 文化柳氏       | 甲科壯元       |
| 中宗三十七年壬寅庭試榜           | 1542年 | 李楗（）     | 1505年－1571年 | 全州李氏       | 甲科壯元，宗室 |
| 中宗三十八年癸卯式年榜           | 1543年 | 盧守慎（）   | 1515年－1590年 | 光州盧氏       | 甲科壯元       |
| 中宗三十九年甲辰別試榜           | 1544年 | 權容（권용）     | 1515年－1558年 | 安東權氏       | 甲科壯元       |

### 仁宗年間
仁宗年間未舉行科考。

### 明宗年間
| 科次                   | 西曆   | 姓名（諺文） | 生卒年         | 本貫       | 備註           |
| ---------------------- | ------ | ------------ | -------------- | ---------- | -------------- |
| 明宗元年丙午增廣榜     | 1546年 | 崔應龍（최응룡）   | 1514年－1580年 | 全州崔氏   | 甲科壯元       |
| 明宗元年丙午式年榜     | 1546年 | 沈守慶（）   | 1516年－1599年 | 豐山沈氏   | 甲科壯元       |
| 明宗元年丙午重試榜     | 1546年 | 柳景深（유경심）   | 1516年－1571年 | 豐山柳氏   | 甲科壯元       |
| 明宗二年丁未謁聖榜     | 1547年 | 李壽鐵（이수철）   |                | 全州李氏   | 甲科壯元       |
| 明宗三年戊申別試榜     | 1548年 | 金弘度（김홍도）   | 1524年－1557年 | 舊安東金氏 | 甲科壯元       |
| 明宗四年己酉式年榜     | 1549年 | 閔時中（민시중）   | 1519年－？     | 驪興閔氏   | 甲科壯元       |
| 明宗六年辛亥謁聖榜     | 1551年 | 金冲（김충）     | 1513年－1572年 | 商山金氏   | 甲科壯元       |
| 明宗八年癸丑別試榜     | 1553年 | 金慶元（김경원）   | 1528年－？     | 慶州金氏   | 甲科壯元       |
| 明宗八年癸丑親試榜     | 1553年 | 朴淳（）     | 1523年－1589年 | 忠州朴氏   | 甲科壯元       |
| 明宗十年乙卯式年榜     | 1555年 | 韓輹（한복）     | 1528年－？     | 清州韓氏   | 甲科壯元       |
| 明宗十一年丙辰別試榜   | 1556年 | 李民覺（이민각）   | 1535年－？     | 廣州李氏   | 甲科壯元       |
| 明宗十一年丙辰重試榜   | 1556年 | 梁應鼎（양응정）   | 1519年－1581年 | 濟州梁氏   | 甲科壯元       |
| 明宗十一年丙辰謁聖榜   | 1556年 | 丁胤禧（정윤희）   | 1531年－1589年 | 羅州丁氏   | 甲科壯元       |
| 明宗十三年戊午別試榜   | 1558年 | 吳雲驥（오운기）   | 1523年－？     | 海州吳氏   | 甲科壯元       |
| 明宗十三年戊午式年榜   | 1558年 | 高敬命（）   | 1533年－1592年 | 長興高氏   | 甲科壯元       |
| 明宗十四年己未庭試榜   | 1559年 | 柳永吉（유영길）   | 1538年－1601年 | 全州柳氏   | 甲科壯元       |
| 明宗十五年庚申別試榜   | 1560年 | 閔德鳳（민덕봉）   | 1514年－1573年 | 驪興閔氏   | 甲科壯元       |
| 明宗十六年辛酉式年榜   | 1561年 | 崔岦（）     | 1539年－1612年 | 通川崔氏   | 甲科壯元       |
| 明宗十七年壬戌別試榜   | 1562年 | 鄭澈（정철）     | 1536年－1593年 | 迎日鄭氏   | 甲科壯元       |
| 明宗十八年癸亥謁聖榜   | 1563年 | 李廷賓（）   | 1539年－1592年 | 全州李氏   | 甲科壯元，宗室 |
| 明宗十九年甲子式年榜   | 1564年 | 李珥（이이）     | 1536年－1584年 | 德水李氏   | 甲科壯元       |
| 明宗十九年甲子別試榜   | 1564年 | 李光軒（이광헌）   | 1531年－？     | 驪州李氏   | 甲科壯元       |
| 明宗二十年乙丑謁聖榜   | 1565年 | 金孝元（김효원）   | 1532年－1590年 | 善山金氏   | 甲科壯元       |
| 明宗二十一年丙寅別試榜 | 1566年 | 李忠元（이충원）   | 1537年－1605年 | 全州李氏   | 甲科壯元，宗室 |
| 明宗二十一年丙寅重試榜 | 1566年 | 丁胤禧       | 1531年－1589年 | 羅州丁氏   | 甲科壯元       |

### 宣祖年間
| 科次                             | 西曆   | 姓名（諺文） | 生卒年         | 本貫       | 備註           |
| -------------------------------- | ------ | ------------ | -------------- | ---------- | -------------- |
| 宣祖即位年丁卯式年榜             | 1567年 | 權𢢝（권수）     | 1535年－1592年 | 安東權氏   | 甲科壯元       |
| 宣祖元年戊辰增廣榜               | 1568年 | 鄭熙績（）   | 1541年－？     | 河東鄭氏   | 甲科壯元       |
| 宣祖二年己巳謁聖榜               | 1569年 | 盧稙（노직）     | 1536年－1587年 | 交河盧氏   | 甲科壯元       |
| 宣祖二年己巳別試榜               | 1569年 | 尹覃休（윤담휴）   | 1544年－1585年 | 坡平尹氏   | 甲科壯元       |
| 宣祖三年庚午式年榜               | 1570年 | 金大鳴（김대명）   | 1536年－1593年 | 蔚山金氏   | 甲科壯元       |
| 宣祖五年壬申春塘臺榜             | 1571年 | 沈忠謙（）   | 1545年－1594年 | 青松沈氏   | 甲科壯元       |
| 宣祖五年壬申別試榜（第一次）     | 1571年 | 柳根（유근）     | 1549年－1627年 | 晉州柳氏   | 甲科壯元       |
| 宣祖五年壬申別試榜（第二次）     | 1571年 | 任榮老（임영로）   | 1540年－1593年 | 豐川任氏   | 甲科壯元       |
| 宣祖六年癸酉式年榜               | 1572年 | 朱德元（주덕원）   | 1537年－？     | 熊川朱氏   | 甲科壯元       |
| 宣祖六年癸酉謁聖榜               | 1572年 | 李潑（）     | 1544年－1589年 | 光山李氏   | 甲科壯元       |
| 宣祖七年甲戌別試榜               | 1574年 | 鄭詳（정상）     | 1533年－1609年 | 羅州鄭氏   | 甲科壯元       |
| 宣祖九年丙子式年榜               | 1576年 | 尹箕（윤기）     | 1535年－1606年 | 南原尹氏   | 甲科壯元       |
| 宣祖九年丙子別試榜               | 1576年 | 鄭崑壽（정곤수）   | 1538年－1602年 | 清州鄭氏   | 甲科壯元       |
| 宣祖九年丙子重試榜               | 1576年 | 曹光益（조광익）   | 1537年－1580年 | 昌寧曹氏   | 甲科壯元       |
| 宣祖十年丁丑謁聖榜               | 1577年 | 金汝岉（）   | 1548年－1592年 | 順天金氏   | 甲科壯元       |
| 宣祖十年丁丑別試榜               | 1577年 | 姜紳（강신）     | 1543年－1615年 | 晉州姜氏   | 甲科壯元       |
| 宣祖十二年己卯式年榜             | 1579年 | 洪麟祥（홍인상）   | 1549年－1615年 | 豐山洪氏   | 甲科壯元       |
| 宣祖十三年庚辰謁聖榜             | 1580年 | 黃致誠（황치성）   | 1543年－1623年 | 昌原黃氏   | 甲科壯元       |
| 宣祖十三年庚辰別試榜             | 1580年 | 黃赫（황혁）     | 1551年－1612年 | 長水黃氏   | 甲科壯元       |
| 宣祖十五年壬午式年榜             | 1582年 | 張雲翼（장운익）   | 1561年－1599年 | 德水張氏   | 甲科壯元       |
| 宣祖十六年癸未謁聖榜             | 1583年 | 車雲輅（차운로）   | 1559年－？     | 延安車氏   | 甲科壯元       |
| 宣祖十六年癸未別試榜             | 1583年 | 沈友正（심우정）   | 1546年－1599年 | 青松沈氏   | 甲科壯元       |
| 宣祖十六年癸未庭試榜             | 1583年 | 李弘老（이홍로）   | 1560年－1612年 | 延安李氏   | 甲科壯元       |
| 宣祖十七年甲申親試榜             | 1584年 | 朴箎（박호）     | 1567年－1592年 | 密陽朴氏   | 甲科壯元       |
| 宣祖十七年甲申別試榜             | 1584年 | 閔仁伯（민인백）   | 1552年－1626年 | 驪興閔氏   | 甲科壯元       |
| 宣祖十八年乙酉式年榜             | 1585年 | 高翰雲（고한운）   | 1552年－？     | 安東高氏   | 甲科壯元       |
| 宣祖十八年乙酉別試榜             | 1585年 | 崔鐵堅（최철견）   | 1548年－1618年 | 全州崔氏   | 甲科壯元       |
| 宣祖十九年丙戌謁聖榜             | 1586年 | 呂繼先（여계선）   |                | 咸陽呂氏   | 甲科壯元       |
| 宣祖十九年丙戌別試榜             | 1586年 | 南瑾（）     | 1552年－1635年 | 宜寧南氏   | 甲科壯元       |
| 宣祖十九年丙戌重試榜             | 1586年 | 李長榮（이장영）   | 1521年－1589年 | 咸平李氏   | 甲科壯元       |
| 宣祖二十一年戊子式年榜           | 1588年 | 金時獻（）   | 1560年－1613年 | 舊安東金氏 | 甲科壯元       |
| 宣祖二十一年戊子謁聖榜           | 1588年 | 黃慎（황신）     | 1562年－1617年 | 昌原黃氏   | 甲科壯元       |
| 宣祖二十二年己丑增廣榜           | 1589年 | 柳夢寅（）   | 1559年－1623年 | 高興柳氏   | 甲科壯元       |
| 宣祖二十三年庚寅增廣榜           | 1590年 | 南以恭（）   | 1565年－1640年 | 宜寧南氏   | 甲科壯元       |
| 宣祖二十四年辛卯式年榜           | 1591年 | 閔有孚（민유부）   | 1559年－1594年 | 驪興閔氏   | 甲科壯元       |
| 宣祖二十四年辛卯別試榜           | 1591年 | 李惟諴（이유함）   | 1557年－1609年 | 星州李氏   | 甲科壯元       |
| 宣祖二十五年壬辰龍灣別試榜       | 1592年 | 鄭宗溟（정종명）   | 1565年－1626年 | 迎日鄭氏   | 甲科壯元       |
| 宣祖二十六年壬辰全州別試榜       | 1593年 | 尹𪰙（윤길）     | 1564年－？     | 南原尹氏   | 甲科壯元       |
| 宣祖二十七年甲午庭試榜（第一次） | 1594年 | 朴東說（）   | 1564年－1622年 | 潘南朴氏   | 甲科壯元       |
| 宣祖二十七年甲午庭試榜（第二次） | 1594年 | 柳潭（유담）     | 1560年－？     | 全州柳氏   | 甲科壯元       |
| 宣祖二十七年甲午別試榜           | 1594年 | 宋駿（송준）     | 1564年－1643年 | 礪山宋氏   | 甲科壯元       |
| 宣祖二十八年乙未海州別試榜       | 1595年 | 趙庭堅（조정견）   | 1558年－？     | 白川趙氏   | 甲科壯元       |
| 宣祖二十八年乙未別試榜           | 1595年 | 成以敏（성이민）   | 1565年－？     | 昌寧成氏   | 甲科壯元       |
| 宣祖二十九年丙申庭試榜           | 1596年 | 安宗祿（안종록）   | 1566年－1605年 | 廣州安氏   | 甲科壯元       |
| 宣祖三十年丁酉別試榜             | 1597年 | 趙守寅（조수인）   | 1568年－？     | 豐壤趙氏   | 甲科壯元       |
| 宣祖三十年丁酉重試榜             | 1597年 | 許筠（허균）     | 1569年－1618年 | 陽川許氏   | 甲科壯元       |
| 宣祖三十年丁酉庭試榜             | 1597年 | 李好義（이호의）   | 1560年－1624年 | 全州李氏   | 甲科壯元，宗室 |
| 宣祖三十年丁酉謁聖榜             | 1597年 | 尹繼善（윤계선）   | 1557年－1604年 | 坡平尹氏   | 甲科壯元       |
| 宣祖三十二年己亥庭試榜           | 1599年 | 李再榮（이재영）   | 1553年－1623年 | 永川李氏   | 甲科壯元       |
| 宣祖三十二年己亥別試榜           | 1599年 | 曹倬（조탁）     | 1552年－1621年 | 昌寧曹氏   | 甲科壯元       |
| 宣祖三十三年庚子別試榜           | 1600年 | 李時楨（이시정）   | 1568年－？     | 原州李氏   | 甲科壯元       |
| 宣祖三十四年辛丑式年榜           | 1601年 | 李士慶（이사경）   | 1569年－1621年 | 龍仁李氏   | 甲科壯元       |
| 宣祖三十五年壬寅謁聖榜           | 1602年 | 安旭（안욱）     | 1564年－？     | 廣州安氏   | 甲科壯元       |
| 宣祖三十五年壬寅別試榜           | 1602年 | 金壽賢（김수현）   | 1565年－1653年 | 豐山金氏   | 甲科壯元       |
| 宣祖三十六年癸卯庭試榜           | 1603年 | 李命俊（이명준）   | 1572年－1630年 | 全義李氏   | 甲科壯元       |
| 宣祖三十六年癸卯式年榜           | 1603年 | 李彥英（이언영）   | 1568年－1639年 | 碧珍李氏   | 甲科壯元       |
| 宣祖三十八年乙巳增廣榜           | 1605年 | 李植立（이식립）   | 1567年－1636年 | 全州李氏   | 甲科壯元，宗室 |
| 宣祖三十八年乙巳庭試榜           | 1605年 | 全有亨（전유형）   | 1566年－1624年 | 平康全氏   | 甲科壯元       |
| 宣祖三十八年乙巳別試榜           | 1605年 | 李殷老（이은로）   | 1554年－？     | 全州李氏   | 甲科壯元，宗室 |
| 宣祖三十九年丙午式年榜           | 1606年 | 林𭳨（임기）     | 1567年－？     | 兆陽林氏   | 甲科壯元       |
| 宣祖三十九年丙午增廣榜           | 1606年 | 梁應洛（양응락）   | 1572年－1620年 | 南原梁氏   | 甲科壯元       |

### 光海君年間
| 科次                           | 西曆   | 姓名（諺文） | 生卒年         | 本貫           | 備註           |
| ------------------------------ | ------ | ------------ | -------------- | -------------- | -------------- |
| 光海君即位年戊申別試榜         | 1608年 | 丁好恕（정호서）   | 1572年－1647年 | 羅州丁氏       | 甲科壯元       |
| 光海君即位年戊申重試榜         | 1608年 | 李爾瞻（이이첨）   | 1560年－1623年 | 廣州李氏       | 甲科壯元       |
| 光海君元年己酉增廣榜           | 1609年 | 洪千璟（）   | 1553年－1632年 | 豐山洪氏       | 甲科壯元       |
| 光海君二年庚戌式年榜           | 1610年 | 權得己（권득기）   | 1570年－1622年 | 安東權氏       | 甲科壯元       |
| 光海君二年庚戌謁聖榜           | 1610年 | 金闓（김개)）     | 1582年－1618年 | 商山金氏       | 甲科壯元       |
| 光海君二年庚戌別試榜           | 1610年 | 辛光業（신광업）   | 1575年－1623年 | 靈山辛氏       | 甲科壯元       |
| 光海君三年辛亥別試榜           | 1611年 | 鄭文翼（정문익）   | 1571年－1639年 | 草溪鄭氏       | 甲科壯元       |
| 光海君四年壬子式年榜           | 1612年 | 洪命亨（홍명형）   | 1581年－1636年 | 南陽洪氏唐洪系 | 甲科壯元       |
| 光海君四年壬子增廣榜           | 1612年 | 李敏求（이민구）   | 1589年－1670年 | 全州李氏       | 甲科壯元，宗室 |
| 光海君五年癸丑謁聖榜           | 1613年 | 慎海翊（신해익）   | 1592年－1616年 | 居昌慎氏       | 甲科壯元       |
| 光海君五年癸丑增廣榜           | 1613年 | 任性之（임성지）   | 1582年－1628年 | 豐川任氏       | 甲科壯元       |
| 光海君六年甲寅全州別試榜       | 1614年 | 梁穀（양곡）     |                | 南原梁氏       | 甲科壯元       |
| 光海君七年乙卯式年榜           | 1615年 | 李尚馪（이상빈）   | 1584年－？     | 寧海李氏       | 甲科壯元       |
| 光海君七年乙卯謁聖榜           | 1615年 | 權晵（권계）     | 1574年－1650年 | 安東權氏       | 甲科壯元       |
| 光海君八年丙辰增廣榜           | 1616年 | 金世濂（김세렴）   | 1593年－1646年 | 善山金氏       | 甲科壯元       |
| 光海君八年丙辰謁聖榜           | 1616年 | 奇俊格（기준격）   | 1594年－1624年 | 幸州奇氏       | 甲科壯元       |
| 光海君八年丙辰重試榜           | 1616年 | 李大燁（이대엽）   | 1587年－1623年 | 廣州李氏       | 甲科壯元       |
| 光海君八年丙辰別試榜           | 1616年 | 鄭昕（정흔）     | 1566年－？     | 晉州鄭氏       | 甲科壯元       |
| 光海君九年丁巳謁聖榜           | 1617年 | 許稷（허직）     | 1590年－1623年 | 陽川許氏       | 甲科壯元       |
| 光海君十年戊午庭試榜           | 1618年 | 李稙（이직）     | 1567年－？     | 星州李氏       | 甲科壯元       |
| 光海君十年戊午增廣榜           | 1618年 | 金起宗（김기종）   | 1585年－1635年 | 江陵金氏       | 甲科壯元       |
| 光海君十一年己未水原開城別試榜 | 1619年 | 俞省曾（유성증）   | 1576年－1649年 | 杞溪俞氏       | 甲科壯元       |
| 光海君十一年己未謁聖榜         | 1619年 | 洪命耉（）   | 1596年－1637年 | 南陽洪氏唐洪系 | 甲科壯元       |
| 光海君十一年己未庭試榜         | 1619年 | 李景義（이경의）   | 1590年－1640年 | 延安李氏       | 甲科壯元       |
| 光海君十二年庚申庭試榜         | 1620年 | 金遇辰（김우신）   | 1591年－？     | 晉州金氏       | 甲科壯元       |
| 光海君十三年辛酉庭試榜         | 1621年 | 朴安悌（박안제）   | 1590年－1663年 | 密陽朴氏       | 甲科壯元       |
| 光海君十三年辛酉謁聖榜         | 1621年 | 宣世徽（선세휘）   | 1582年－？     | 寶城宣氏       | 甲科壯元       |
| 光海君十三年辛酉別試榜         | 1621年 | 崔有淵（최유연）   | 1587年－？     | 海州崔氏       | 甲科壯元       |

### 仁祖年間
| 科次                         | 西曆   | 姓名（諺文） | 生卒年         | 本貫           | 備註           |
| ---------------------------- | ------ | ------------ | -------------- | -------------- | -------------- |
| 仁祖元年癸亥謁聖榜           | 1623年 | 洪𩇉（홍보）     | 1585年－1643年 | 豐山洪氏       | 甲科壯元       |
| 仁祖元年癸亥庭試榜           | 1623年 | 申達道（신달도）   | 1576年－1631年 | 鵝洲申氏       | 甲科壯元       |
| 仁祖元年癸亥改試榜           | 1623年 | 蔡裕後（채유후）   | 1599年－1660年 | 平康蔡氏       | 甲科壯元       |
| 仁祖二年甲子公州庭試榜       | 1624年 | 洪霫（홍습）     | 1586年－1637年 | 南陽洪氏       | 甲科壯元       |
| 仁祖二年甲子別試榜           | 1624年 | 金柱宇（김주우）   | 1598年－1644年 | 舊安東金氏     | 甲科壯元       |
| 仁祖二年甲子增廣榜           | 1624年 | 金堉（김육）     | 1580年－1658年 | 清風金氏       | 甲科壯元       |
| 仁祖二年甲子謁聖榜           | 1624年 | 李景曾（이경증）   | 1595年－1648年 | 德水李氏       | 甲科壯元       |
| 仁祖二年甲子式年榜           | 1624年 | 趙贇（조빈）     | 1587年－？     | 漢陽趙氏       | 甲科壯元       |
| 仁祖三年乙丑別試榜           | 1625年 | 金宗一（김종일）   | 1597年－1675年 | 慶州金氏       | 甲科壯元       |
| 仁祖四年丙寅別試榜           | 1626年 | 沈演（심연）     | 1587年－1646年 | 青松沈氏       | 甲科壯元       |
| 仁祖四年丙寅庭試榜           | 1626年 | 趙絅（조경）     | 1586年－1669年 | 漢陽趙氏       | 甲科壯元       |
| 仁祖四年丙寅重試榜           | 1626年 | 李景奭（이경석）   | 1595年－1671年 | 全州李氏       | 甲科壯元，宗室 |
| 仁祖五年丁卯全州別試榜       | 1627年 | 金尚賓（김상빈）   | 1599年－？     | 光山金氏       | 甲科壯元       |
| 仁祖五年丁卯江華庭試榜       | 1627年 | 許穡（허색）     | 1586年－？     | 陽川許氏       | 甲科壯元       |
| 仁祖五年丁卯庭試榜           | 1627年 | 林得說（임득열）   | 1592年－？     | 平澤林氏       | 甲科壯元       |
| 仁祖五年丁卯式年榜           | 1627年 | 金灦（김현）     | 1593年－？     | 扶寧金氏       | 甲科壯元       |
| 仁祖六年戊辰別試榜（第一次） | 1628年 | 趙錫胤（조석윤）   | 1606年－1655年 | 白川趙氏       | 甲科壯元       |
| 仁祖六年戊辰別試榜（第二次） | 1628年 | 李㬅（이만）     | 1605年－1664年 | 全州李氏       | 甲科壯元，宗室 |
| 仁祖六年戊辰謁聖榜           | 1628年 | 閔光勳（）   | 1595年－1669年 | 驪興閔氏       | 甲科壯元       |
| 仁祖七年己巳別試榜           | 1629年 | 鄭斗卿（정두경）   | 1597年－1673年 | 溫陽鄭氏       | 甲科壯元       |
| 仁祖七年己巳庭試榜           | 1629年 | 李尚質（이상질）   | 1597年－1635年 | 全州李氏       | 甲科壯元，宗室 |
| 仁祖八年庚午式年榜           | 1630年 | 鄭時望（정시망）   | 1586年－？     | 草溪鄭氏       | 甲科壯元       |
| 仁祖八年庚午別試榜           | 1630年 | 鄭雷卿（정뇌경）   | 1608年－1639年 | 溫陽鄭氏       | 甲科壯元       |
| 仁祖九年辛未別試榜           | 1631年 | 閔愚（민우）     | 1597年－1632年 | 驪興閔氏       | 甲科壯元       |
| 仁祖十年壬申謁聖榜           | 1632年 | 金始蕃（김시번）   | 1608年－？     | 清風金氏       | 甲科壯元       |
| 仁祖十一年癸酉增廣榜         | 1633年 | 李禂（이도）     | 1609年－1639年 | 延安李氏       | 甲科壯元       |
| 仁祖十一年癸酉式年榜         | 1633年 | 睦行善（）   | 1609年－1661年 | 泗川睦氏       | 甲科壯元       |
| 仁祖十二年甲戌別試榜         | 1634年 | 吳達濟（오달제）   | 1609年－1637年 | 海州吳氏       | 甲科壯元       |
| 仁祖十三年乙亥謁聖榜         | 1635年 | 李晩榮（이만영）   | 1604年－1672年 | 全州李氏       | 甲科壯元，宗室 |
| 仁祖十三年乙亥增廣榜         | 1635年 | 李爾松（이이송）   | 1598年－1665年 | 真城李氏       | 甲科壯元       |
| 仁祖十四年丙子別試榜         | 1636年 | 申濡（신유）     | 1610年－1665年 | 高靈申氏       | 甲科壯元       |
| 仁祖十四年丙子重試榜         | 1636年 | 辛喜季（신희계）   | 1606年－？     | 靈山辛氏       | 甲科壯元       |
| 仁祖十五年丁丑庭試榜         | 1637年 | 曹漢英（조한영）   | 1608年－1670年 | 昌寧曹氏       | 甲科壯元       |
| 仁祖十五年丁丑別試榜         | 1637年 | 鄭知和（）   | 1613年－1688年 | 東萊鄭氏       | 甲科壯元       |
| 仁祖十六年戊寅庭試榜         | 1638年 | 黃暐（황위）     | 1605年－1654年 | 長水黃氏       | 甲科壯元       |
| 仁祖十七年己卯謁聖榜         | 1639年 | 權諿（권집）     | 1600年－？     | 安東權氏       | 甲科壯元       |
| 仁祖十七年己卯別試榜         | 1639年 | 李以存（이이존）   | 1609年－？     | 驪州李氏       | 甲科壯元       |
| 仁祖十七年己卯式年榜         | 1639年 | 金雲長（김운장）   | 1610年－？     | 延安金氏       | 甲科壯元       |
| 仁祖十九年辛巳庭試榜         | 1641年 | 洪錫箕（홍석기）   | 1606年－1680年 | 南陽洪氏唐洪系 | 甲科壯元       |
| 仁祖二十年壬午式年榜         | 1642年 | 任翰伯（임한백）   | 1605年－1664年 | 豐川任氏       | 甲科壯元       |
| 仁祖二十年壬午庭試榜         | 1642年 | 沈譔（심선）     | 1597年－？     | 青松沈氏       | 甲科壯元       |
| 仁祖二十一年癸未關西別試榜   | 1643年 | 金汝旭（김여욱）   | 1600年－？     | 唐岳金氏       | 甲科壯元       |
| 仁祖二十二年甲申庭試榜       | 1644年 | 李慶億（）   | 1620年－1673年 | 慶州李氏       | 甲科壯元       |
| 仁祖二十二年甲申別試榜       | 1644年 | 崔後賢（최후현）   | 1611年－？     | 全州崔氏       | 甲科壯元       |
| 仁祖二十三年乙酉別試榜       | 1645年 | 權悟（권오）     | 1602年－？     | 安東權氏       | 甲科壯元       |
| 仁祖二十四年丙戌式年榜       | 1646年 | 鄭承明（정승명）   | 1604年－1670年 | 迎日鄭氏       | 甲科壯元       |
| 仁祖二十四年丙戌重試榜       | 1646年 | 姜栢年（강백년）   | 1603年－1681年 | 晉州姜氏       | 甲科壯元       |
| 仁祖二十四年丙戌庭試榜       | 1646年 | 吳翮（오핵）     | 1615年－1653年 | 海州吳氏       | 甲科壯元       |
| 仁祖二十六年戊子庭試榜       | 1648年 | 李廷夔（이정기）   | 1612年－1671年 | 韓山李氏       | 甲科壯元       |
| 仁祖二十六年戊子式年榜       | 1648年 | 曹烶（조정）     | 1610年－？     | 昌寧曹氏       | 甲科壯元       |
| 仁祖二十七年己丑別試榜       | 1649年 | 吳斗寅（）   | 1624年－1689年 | 海州吳氏       | 甲科壯元       |
| 仁祖二十七年己丑庭試榜       | 1649年 | 閔鼎重（）   | 1628年－1692年 | 驪興閔氏       | 甲科壯元       |

### 孝宗年間
| 科次                 | 西曆   | 姓名（諺文） | 生卒年         | 本貫       | 備註           |
| -------------------- | ------ | ------------ | -------------- | ---------- | -------------- |
| 孝宗元年庚寅增廣榜   | 1650年 | 李雲根（이운근）   | 1620年－1668年 | 全義李氏   | 甲科壯元       |
| 孝宗二年辛卯庭試榜   | 1651年 | 李昌炫（이창현）   | 1609年－1671年 | 平昌李氏   | 甲科壯元       |
| 孝宗二年辛卯式年榜   | 1651年 | 李翊漢（）   | 1609年－1668年 | 全州李氏   | 甲科壯元，宗室 |
| 孝宗二年辛卯謁聖榜   | 1651年 | 金壽恒（）   | 1629年－1689年 | 新安東金氏 | 甲科壯元       |
| 孝宗二年辛卯別試榜   | 1651年 | 鄭始大（）   | 1615年－？     | 迎日鄭氏   | 甲科壯元       |
| 孝宗三年壬辰增廣榜   | 1652年 | 呂曾齊（）   | 1626年－？     | 咸陽呂氏   | 甲科壯元       |
| 孝宗四年癸巳謁聖榜   | 1653年 | 閔周冕（）   | 1629年－1670年 | 驪興閔氏   | 甲科壯元       |
| 孝宗四年癸巳別試榜   | 1653年 | 金震標（）   | 1614年－1670年 | 順天金氏   | 甲科壯元       |
| 孝宗五年甲午春塘臺榜 | 1654年 | 朴世模（）   | 1610年－1667年 | 潘南朴氏   | 甲科壯元       |
| 孝宗五年甲午式年榜   | 1654年 | 柳經立（）   | 1622年－？     | 全州柳氏   | 甲科壯元       |
| 孝宗六年乙未春塘臺榜 | 1655年 | 柳炅（）     | 1626年－？     | 全州柳氏   | 甲科壯元       |
| 孝宗七年丙申別試榜   | 1656年 | 李敏迪（）   | 1625年－1673年 | 全州李氏   | 甲科壯元，宗室 |
| 孝宗七年丙申重試榜   | 1656年 | 南龍翼（）   | 1628年－1692年 | 宜寧南氏   | 甲科壯元       |
| 孝宗八年丁酉式年榜   | 1657年 | 閔重魯（）   | 1624年－1677年 | 驪興閔氏   | 甲科壯元       |
| 孝宗八年丁酉謁聖榜   | 1657年 | 崔俊衡（）   | 1628年－1680年 | 全州崔氏   | 甲科壯元       |

### 顯宗年間
| 科次                     | 西曆   | 姓名（諺文） | 生卒年         | 本貫     | 備註     |
| ------------------------ | ------ | ------------ | -------------- | -------- | -------- |
| 顯宗元年庚子式年榜       | 1660年 | 蘇斗山（）   | 1627年－1693年 | 晉州蘇氏 | 甲科壯元 |
| 顯宗元年庚子增廣榜       | 1660年 | 朴世堂（）   | 1629年－1703年 | 潘南朴氏 | 甲科壯元 |
| 顯宗三年壬寅增廣榜       | 1662年 | 金錫胄（）   | 1634年－1684年 | 清風金氏 | 甲科壯元 |
| 顯宗三年壬寅庭試榜       | 1662年 | 洪萬容（）   | 1631年－1692年 | 豐山洪氏 | 甲科壯元 |
| 顯宗四年癸卯式年榜       | 1663年 | 權震翰（）   | 1615年－？     | 安東權氏 | 甲科壯元 |
| 顯宗五年甲辰春塘臺榜     | 1664年 | 閔蓍重（）   | 1625年－1677年 | 驪興閔氏 | 甲科壯元 |
| 顯宗五年甲辰咸鏡道別試榜 | 1664年 | 韓紀百（）   | 1636年－？     | 清州韓氏 | 甲科壯元 |
| 顯宗六年乙巳庭試榜       | 1665年 | 金萬重（）   | 1637年－1692年 | 光山金氏 | 甲科壯元 |
| 顯宗六年乙巳溫陽庭試榜   | 1665年 | 洪宇紀（）   | 1633年－？     | 南陽洪氏 | 甲科壯元 |
| 顯宗六年乙巳別試榜       | 1665年 | 任相元（）   | 1638年－1697年 | 豐川任氏 | 甲科壯元 |
| 顯宗七年丙午式年榜       | 1666年 | 李厚徵（）   | 1617年－？     | 廣州李氏 | 甲科壯元 |
| 顯宗七年丙午溫陽別試榜   | 1666年 | 權說（）     | 1615年－？     | 安東權氏 | 甲科壯元 |
| 顯宗七年丙午別試榜       | 1666年 | 尹搢（）     | 1631年－1698年 | 坡平尹氏 | 甲科壯元 |
| 顯宗七年丙午重試榜       | 1666年 | 洪萬容（）   | 1631年－1692年 | 豐山洪氏 | 甲科壯元 |
| 顯宗九年戊申別試榜       | 1668年 | 閔弘道（）   | 1635年－1674年 | 驪興閔氏 | 甲科壯元 |
| 顯宗九年戊申庭試榜       | 1668年 | 鄭壽俊（）   | 1637年－？     | 光州鄭氏 | 甲科壯元 |
| 顯宗十年己酉平安道別試榜 | 1669年 | 楊顯望（）   | 1633年－？     | 中和楊氏 | 甲科壯元 |
| 顯宗十年己酉式年榜       | 1669年 | 李德齡（）   | 1630年－？     | 全州李氏 | 甲科壯元 |
| 顯宗十年己酉庭試榜       | 1669年 | 韓泰東（）   | 1646年－1687年 | 清州韓氏 | 甲科壯元 |
| 顯宗十一年庚戌別試榜     | 1670年 | 鄭道成（）   | 1641年－？     | 迎日鄭氏 | 甲科壯元 |
| 顯宗十二年辛亥庭試榜     | 1671年 | 朴泰尚（）   | 1636年－1696年 | 潘南朴氏 | 甲科壯元 |
| 顯宗十三年壬子別試榜     | 1672年 | 柳命天（）   | 1633年－1705年 | 晉州柳氏 | 甲科壯元 |
| 顯宗十四年癸丑春塘臺榜   | 1673年 | 柳命賢（）   | 1643年－1703年 | 晉州柳氏 | 甲科壯元 |
| 顯宗十四年癸丑式年榜     | 1673年 | 李榏（）     | 1639年－？     | 全州李氏 | 甲科壯元 |

### 肅宗年間
| 科次                         | 西曆   | 姓名（諺文） | 生卒年         | 本貫           | 備註           |
| ---------------------------- | ------ | ------------ | -------------- | -------------- | -------------- |
| 肅宗元年乙卯式年榜           | 1675年 | 趙祉錫（）   | 1648年－？     | 楊州趙氏       | 甲科壯元       |
| 肅宗元年乙卯增廣榜           | 1675年 | 李鳳徵（）   | 1640年－1705年 | 延安李氏       | 甲科壯元       |
| 肅宗二年丙辰庭試榜           | 1676年 | 吳始萬（）   | 1647年－1700年 | 同福吳氏       | 甲科壯元       |
| 肅宗三年丁巳謁聖榜           | 1677年 | 朴泰輔（）   | 1654年－1689年 | 潘南朴氏       | 甲科壯元       |
| 肅宗四年戊午庭試榜           | 1678年 | 曹孝昌（）   | 1623年－1680年 | 昌寧曹氏       | 甲科壯元       |
| 肅宗四年戊午增廣榜           | 1678年 | 李震殷（）   | 1646年－1707年 | 龍仁李氏       | 甲科壯元       |
| 肅宗五年己未庭試榜           | 1679年 | 金晳（）     | 1637年－？     | 彥陽金氏       | 甲科壯元       |
| 肅宗五年己未重試榜           | 1679年 | 姜世龜（）   | 1632年－1703年 | 晉州姜氏       | 甲科壯元       |
| 肅宗五年己未式年榜           | 1679年 | 李麟徵（）   | 1643年－1729年 | 延安李氏       | 甲科壯元       |
| 肅宗六年庚申春塘臺榜         | 1680年 | 李師命（）   | 1647年－1689年 | 全州李氏       | 甲科壯元，宗室 |
| 肅宗六年庚申庭試榜           | 1680年 | 徐文重（）   | 1634年－1709年 | 大丘徐氏       | 甲科壯元       |
| 肅宗六年庚申別試榜           | 1680年 | 趙亨期（）   | 1641年－1699年 | 林川趙氏       | 甲科壯元       |
| 肅宗七年辛酉謁聖榜           | 1681年 | 金盛始（）   | 1647年－1689年 | 新安東金氏     | 甲科壯元       |
| 肅宗七年辛酉式年榜           | 1681年 | 李泰東（）   | 1638年－？     | 全州李氏       | 甲科壯元       |
| 肅宗八年壬戌春塘臺榜         | 1682年 | 金構（）     | 1649年－1704年 | 清風金氏       | 甲科壯元       |
| 肅宗八年壬戌增廣榜           | 1682年 | 金昌協（）   | 1651年－1708年 | 新安東金氏     | 甲科壯元       |
| 肅宗九年癸亥增廣榜           | 1683年 | 許玧（）     | 1645年－1729年 | 陽川許氏       | 甲科壯元       |
| 肅宗十年甲子庭試榜           | 1684年 | 申必清（）   | 1647年－1710年 | 高靈申氏       | 甲科壯元       |
| 肅宗十年甲子式年榜           | 1684年 | 洪受漸（）   | 1646年－1698年 | 南陽洪氏唐洪系 | 甲科壯元       |
| 肅宗十二年丙寅謁聖榜         | 1686年 | 趙湜（）     | 1648年－？     | 橫城趙氏       | 甲科壯元       |
| 肅宗十二年丙寅別試榜         | 1686年 | 閔鎮長（）   | 1649年－1700年 | 驪興閔氏       | 甲科壯元       |
| 肅宗十二年丙寅重試榜         | 1686年 | 申啟華（）   | 1653年－1689年 | 平山申氏       | 甲科壯元       |
| 肅宗十二年丙寅咸鏡道別試榜   | 1686年 | 韓沆（）     | 1650年－1720年 | 清州韓氏       | 甲科壯元       |
| 肅宗十二年丙寅庭試榜         | 1686年 | 金鎮圭（）   | 1648年－1716年 | 光山金氏       | 甲科壯元       |
| 肅宗十三年丁卯謁聖榜         | 1687年 | 權𢜫（）     | 1653年－1730年 | 安東權氏       | 甲科壯元       |
| 肅宗十三年丁卯式年榜         | 1687年 | 李克亨（）   | 1646年－？     | 陽城李氏       | 甲科壯元       |
| 肅宗十五年己巳增廣榜         | 1689年 | 李師尚（）   | 1656年－1725年 | 全州李氏       | 甲科壯元       |
| 肅宗十六年庚午式年榜         | 1690年 | 趙德純（）   | 1652年－1691年 | 漢陽趙氏       | 甲科壯元       |
| 肅宗十六年庚午庭試榜         | 1690年 | 韓命相（）   | 1651年－？     | 清州韓氏       | 甲科壯元       |
| 肅宗十七年辛未增廣榜         | 1691年 | 宋來栢（）   | 1659年－？     | 礪山宋氏       | 甲科壯元       |
| 肅宗十七年辛未謁聖榜         | 1691年 | 李壄（）     | 1648年－1719年 | 全州李氏       | 甲科壯元，宗室 |
| 肅宗十八年壬申春塘臺榜       | 1692年 | 慎爾益（）   | 1663年－？     | 居昌慎氏       | 甲科壯元       |
| 肅宗十九年癸酉式年榜         | 1693年 | 羅晩榮（）   | 1652年－1698年 | 羅州羅氏       | 甲科壯元       |
| 肅宗十九年癸酉謁聖榜         | 1693年 | 李寅炳（）   | 1651年－？     | 慶州李氏       | 甲科壯元       |
| 肅宗十九年癸酉開城庭試榜     | 1693年 | 許溥（）     | 1663年－？     | 河陽許氏       | 甲科壯元       |
| 肅宗二十年甲戌謁聖榜         | 1694年 | 吳命峻（）   | 1662年－？     | 海州吳氏       | 甲科壯元       |
| 肅宗二十年甲戌別試榜         | 1694年 | 李光佐（）   | 1674年－1740年 | 慶州李氏       | 甲科壯元       |
| 肅宗二十一年乙亥平安道別試榜 | 1695年 | 田處坰（）   | 1642年－？     | 果川田氏       | 甲科壯元       |
| 肅宗二十一年乙亥別試榜       | 1695年 | 李坦（）     | 1669年－？     | 德水李氏       | 甲科壯元       |
| 肅宗二十二年丙子庭試榜       | 1696年 | 李晩成（）   | 1659年－1722年 | 牛峰李氏       | 甲科壯元       |
| 肅宗二十二年丙子式年榜       | 1696年 | 姜楧（）     | 1661年－？     | 晉州姜氏       | 甲科壯元       |
| 肅宗二十三年丁丑庭試榜       | 1697年 | 嚴慶運（）   | 1659年－1712年 | 寧越嚴氏       | 甲科壯元       |
| 肅宗二十三年丁丑重試榜       | 1697年 | 鄭思孝（）   | 1665年－1730年 | 溫陽鄭氏       | 甲科壯元       |
| 肅宗二十四年戊寅謁聖榜       | 1697年 | 尹憲柱（）   | 1661年－1729年 | 坡平尹氏       | 甲科壯元       |
| 肅宗二十五年己卯庭試榜       | 1699年 | 鄭栻（）     | 1664年－1719年 | 迎日鄭氏       | 甲科壯元       |
| 肅宗二十五年己卯式年榜       | 1699年 | 李濟（）     | 1654年－1714年 | 全州李氏       | 甲科壯元，宗室 |
| 肅宗二十五年己卯增廣榜       | 1699年 | 韓世良（）   | 1653年－1723年 | 清州韓氏       | 甲科壯元       |
| 肅宗二十六年庚辰春塘臺榜     | 1700年 | 李翊漢（）   | 1659年－？     | 全州李氏       | 甲科壯元，宗室 |
| 肅宗二十八年壬午謁聖榜       | 1702年 | 李喜泰（이희태）   | 1669年－？     | 廣州李氏       | 甲科壯元       |
| 肅宗二十八年壬午咸鏡道別試榜 | 1702年 | 韓在誨（한재회）   | 1681年－？     | 清州韓氏       | 甲科壯元       |
| 肅宗二十八年壬午式年榜       | 1702年 | 金一鏡（김일경）   | 1662年－1724年 | 光山金氏       | 甲科壯元       |
| 肅宗二十八年壬午別試榜       | 1702年 | 權緝（권집）     | 1665年－？     | 安東權氏       | 甲科壯元       |
| 肅宗三十年甲申春塘臺榜       | 1704年 | 韓世弼（한세필）   | 1646年－？     | 清州韓氏       | 甲科壯元       |
| 肅宗三十一年乙酉式年榜       | 1705年 | 鄭東後（정동후）   | 1659年－1735年 | 東萊鄭氏       | 甲科壯元       |
| 肅宗三十一年乙酉謁聖榜       | 1705年 | 李喬岳（이교악）   | 1663年－1728年 | 龍仁李氏       | 甲科壯元       |
| 肅宗三十一年乙酉增廣榜       | 1705年 | 林象德（임상덕）   | 1683年－1719年 | 羅州林氏       | 甲科壯元       |
| 肅宗三十二年丙戌庭試榜       | 1706年 | 洪好人（홍호인）   | 1674年－？     | 南陽洪氏唐洪系 | 甲科壯元       |
| 肅宗三十三年丁亥別試榜       | 1707年 | 李基聖（이기성）   | 1656年－1725年 | 韓山李氏       | 甲科壯元       |
| 肅宗三十三年丁亥重試榜       | 1707年 | 金一鏡       | 1662年－1724年 | 光山金氏       | 甲科壯元       |
| 肅宗三十四年戊子式年榜       | 1708年 | 李挺周（이정주）   | 1673年－1732年 | 碧珍李氏       | 甲科壯元       |
| 肅宗三十五年己丑謁聖榜       | 1709年 | 金相玉（김상옥）   | 1683年－1739年 | 延安金氏       | 甲科壯元       |
| 肅宗三十六年庚寅增廣榜       | 1710年 | 朴徵賓（박징빈）   | 1681年－？     | 比安朴氏       | 甲科壯元       |
| 肅宗三十六年庚寅春塘臺榜     | 1710年 | 李世勉（이세면）   | 1651年－1719年 | 龍仁李氏       | 甲科壯元       |
| 肅宗三十七年辛卯式年榜       | 1711年 | 李真望（이진망）   | 1672年－1737年 | 全州李氏       | 甲科壯元，宗室 |
| 肅宗三十八年壬辰庭試榜       | 1712年 | 梁廷虎（양정호）   | 1683年－？     | 南原梁氏       | 甲科壯元       |
| 肅宗三十九年癸巳增廣榜       | 1713年 | 南世雲（남세운）   | 1671年－？     | 宜寧南氏       | 甲科壯元       |
| 肅宗四十年甲午增廣榜         | 1714年 | 李廷熽（이정소）   | 1674年－1736年 | 全州李氏       | 甲科壯元，宗室 |
| 肅宗四十一年乙未式年榜       | 1715年 | 朴震亮（박진량）   | 1682年－？     | 密陽朴氏       | 甲科壯元       |
| 肅宗四十三年丁酉平安道別試榜 | 1717年 | 林益彬（임익빈）   | 1680年－1744年 | 蔚珍林氏       | 甲科壯元       |
| 肅宗四十三年丁酉咸鏡道別試榜 | 1717年 | 朱炯（주형리）     | 1690年－？     | 全州朱氏       | 甲科壯元       |
| 肅宗四十三年丁酉溫陽庭試榜   | 1717年 | 李囿春（이유춘）   | 1701年－？     | 韓山李氏       | 甲科壯元       |
| 肅宗四十三年丁酉庭試榜       | 1717年 | 李巨源（이거원）   | 1685年－1755年 | 韓山李氏       | 甲科壯元       |
| 肅宗四十三年丁酉重試榜       | 1717年 | 權世恒（권세항）   | 1665年－1725年 | 安東權氏       | 甲科壯元       |
| 肅宗四十三年丁酉式年榜       | 1717年 | 柳復明（유복명）   | 1685年－1760年 | 全州柳氏       | 甲科壯元       |
| 肅宗四十四年戊戌庭試榜       | 1718年 | 洪鉉輔（홍현보）   | 1680年－1740年 | 豐山洪氏       | 甲科壯元       |
| 肅宗四十五年己亥別試榜       | 1719年 | 李星煥（이성환）   | 1689年－？     | 驪州李氏       | 甲科壯元       |
| 肅宗四十五年己亥增廣榜       | 1719年 | 鄭亨益（정형익）   | 1664年－1737年 | 東萊鄭氏       | 甲科壯元       |
| 肅宗四十五年己亥春塘臺榜     | 1719年 | 南壽賢（남수현）   | 1674年－？     | 宜寧南氏       | 甲科壯元       |

### 景宗年間
| 科次               | 西曆   | 姓名（諺文） | 生卒年         | 本貫     | 備註     |
| ------------------ | ------ | ------------ | -------------- | -------- | -------- |
| 景宗元年辛丑庭試榜 | 1721年 | 尹心衡（윤심형）   | 1698年－1754年 | 坡平尹氏 | 甲科壯元 |
| 景宗元年辛丑式年榜 | 1721年 | 吳聖俞（오성유）   | 1680年－1746年 | 和順吳氏 | 甲科壯元 |
| 景宗元年辛丑增廣榜 | 1721年 | 申處洙（신처수）   | 1690年－？     | 高靈申氏 | 甲科壯元 |
| 景宗二年壬寅庭試榜 | 1722年 | 趙景命（조경명）   | 1674年－1726年 | 豐壤趙氏 | 甲科壯元 |
| 景宗二年壬寅謁聖榜 | 1722年 | 成德潤（성덕윤）   | 1689年－？     | 昌寧成氏 | 甲科壯元 |
| 景宗三年癸卯增廣榜 | 1723年 | 朴師洙（박사수）   | 1686年－1739年 | 潘南朴氏 | 甲科壯元 |
| 景宗三年癸卯別試榜 | 1723年 | 朴師游（박사유）   | 1698年－？     | 潘南朴氏 | 甲科壯元 |
| 景宗三年癸卯庭試榜 | 1723年 | 金尚星（김상성）   | 1703年－1755年 | 江陵金氏 | 甲科壯元 |
| 景宗三年癸卯式年榜 | 1723年 | 鄭再春（정재춘）   | 1680年－？     | 晉陽鄭氏 | 甲科壯元 |

### 英祖年間
| 科次                             | 西曆   | 姓名（諺文） | 生卒年         | 本貫           | 備註           |
| -------------------------------- | ------ | ------------ | -------------- | -------------- | -------------- |
| 英祖元年乙巳庭試榜（第一次）     | 1725年 | 朴弼哲（박필철）   | 1677年－？     | 潘南朴氏       | 甲科壯元       |
| 英祖元年乙巳增廣榜               | 1725年 | 鄭彥燮（정언섭）   | 1686年－1748年 | 東萊鄭氏       | 甲科壯元       |
| 英祖元年乙巳庭試榜（第二次）     | 1725年 | 李萬榮（이만영）   | 1679年－？     | 延安李氏       | 甲科壯元       |
| 英祖二年丙午江華別試榜           | 1726年 | 成有烈（성유열）   | 1698年－？     | 昌寧成氏       | 甲科壯元       |
| 英祖二年丙午式年榜               | 1726年 | 李彙恒（이휘항）   | 1695年－1745年 | 咸平李氏       | 甲科壯元       |
| 英祖二年丙午謁聖榜               | 1726年 | 金致垕（김치후）   | 1692年－1742年 | 清風金氏       | 甲科壯元       |
| 英祖三年丁未增廣榜               | 1727年 | 閔瑗（민원）     | 1683年－1746年 | 驪興閔氏       | 甲科壯元       |
| 英祖三年丁未庭試榜               | 1727年 | 姜栢（강백）     | 1690年－1777年 | 晉州姜氏       | 甲科壯元       |
| 英祖三年丁未重試榜               | 1727年 | 李庭綽（）   | 1678年－1758年 | 全義李氏       | 甲科壯元       |
| 英祖四年戊申春塘臺榜             | 1728年 | 吳瑗（）     | 1700年－1740年 | 海州吳氏       | 甲科壯元       |
| 英祖四年戊申平安道別試榜         | 1728年 | 李瀁（이양）     | 1690年－？     | 平昌李氏       | 甲科壯元       |
| 英祖四年戊申別試榜               | 1728年 | 安復駿（안복준）   | 1698年－1777年 | 順興安氏       | 甲科壯元       |
| 英祖四年戊申庭試榜               | 1728年 | 朴大厚（박대후）   | 1694年－？     | 密陽朴氏       | 甲科壯元       |
| 英祖五年己酉式年榜               | 1729年 | 鄭東赫（정동혁）   | 1691年－？     | 河東鄭氏       | 甲科壯元       |
| 英祖六年庚戌庭試榜               | 1730年 | 李時熙（）   | 1694年－1755年 | 全州李氏       | 甲科壯元，宗室 |
| 英祖七年辛亥庭試榜               | 1731年 | 沈䥃（심악）     | 1702年－？     | 青松沈氏       | 甲科壯元       |
| 英祖七年辛亥咸鏡道別試榜         | 1731年 | 李載春（이재춘）   | 1695年－？     | 全州李氏       | 甲科壯元       |
| 英祖八年壬子庭試榜               | 1732年 | 吳大觀（오대관）   | 1711年－？     | 同福吳氏       | 甲科壯元       |
| 英祖九年癸丑謁聖榜               | 1733年 | 李錫杓（이석표）   | 1704年－？     | 慶州李氏       | 甲科壯元       |
| 英祖九年癸丑式年榜               | 1733年 | 朴𪼤（박첨）     | 1685年－？     | 密陽朴氏       | 甲科壯元       |
| 英祖十年甲寅庭試榜               | 1734年 | 金尚耉（김상구）   | 1704年－？     | 江陵金氏       | 甲科壯元       |
| 英祖十年甲寅春塘臺榜             | 1734年 | 李命坤（이명곤）   | 1701年－1758年 | 延安李氏       | 甲科壯元       |
| 英祖十一年乙卯增廣榜             | 1735年 | 朴弼理（박필리）   | 1687年－？     | 潘南朴氏       | 甲科壯元       |
| 英祖十一年乙卯式年榜             | 1735年 | 尹澤休（윤택휴）   | 1687年－？     | 海平尹氏       | 甲科壯元       |
| 英祖十一年乙卯庭試榜             | 1735年 | 申𢢝（신수）     | 1693年－？     | 平山申氏       | 甲科壯元       |
| 英祖十二年丙辰庭試榜（第一次）   | 1736年 | 曹夏望（조하망）   | 1682年－1747年 | 昌寧曹氏       | 甲科壯元       |
| 英祖十二年丙辰庭試榜（第二次）   | 1736年 | 元景夏（원경하）   | 1696年－1761年 | 原州元氏       | 甲科壯元       |
| 英祖十二年丙辰謁聖榜             | 1736年 | 尹得敬（윤득경）   | 1702年－1742年 | 海平尹氏       | 甲科壯元       |
| 英祖十三年丁巳別試榜             | 1737年 | 洪啟禧（홍계희）   | 1703年－1771年 | 南陽洪氏唐洪系 | 甲科壯元       |
| 英祖十三年丁巳重試榜             | 1737年 | 李燮元（이섭원）   | 1701年－？     | 富平李氏       | 甲科壯元       |
| 英祖十四年戊午式年榜             | 1738年 | 韓光會（）   | 1715年－？     | 清州韓氏       | 甲科壯元       |
| 英祖十五年己未謁聖榜             | 1739年 | 李喜謙（이희겸）   | 1707年－1770年 | 咸平李氏       | 甲科壯元       |
| 英祖十五年己未庭試榜             | 1739年 | 李基敬（이기경）   | 1713年－1787年 | 全義李氏       | 甲科壯元       |
| 英祖十六年庚申庭試榜             | 1740年 | 鄭啟周（정계주）   | 1706年－？     | 草溪鄭氏       | 甲科壯元       |
| 英祖十六年庚申謁聖榜             | 1740年 | 李昌壽（이창수）   | 1710年－？     | 全州李氏       | 甲科壯元       |
| 英祖十六年庚申開城別試榜         | 1740年 | 全命肇（전명조）   | 1690年－？     | 羅州全氏       | 甲科壯元       |
| 英祖十六年庚申增廣榜             | 1740年 | 洪重孝（홍중효）   | 1708年－1772年 | 豐山洪氏       | 甲科壯元       |
| 英祖十七年辛酉式年榜             | 1741年 | 安克孝（안극효）   | 1699年－1762年 | 順興安氏       | 甲科壯元       |
| 英祖十八年壬戌庭試榜             | 1742年 | 李孟休（）   | 1713年－1751年 | 驪州李氏       | 甲科壯元       |
| 英祖十九年癸亥謁聖榜             | 1743年 | 韓光肇（한광조）   | 1715年－1768年 | 清州韓氏       | 甲科壯元       |
| 英祖十九年癸亥庭試榜             | 1743年 | 趙榮魯（조영로）   | 1701年－？     | 楊州趙氏       | 甲科壯元       |
| 英祖二十年甲子春塘臺榜           | 1744年 | 張澍（장주）     | 1708年－？     | 仁同張氏       | 甲科壯元       |
| 英祖二十年甲子式年榜             | 1744年 | 朴昌源（박창원）   | 1717年－？     | 潘南朴氏       | 甲科壯元       |
| 英祖二十年甲子庭試榜             | 1744年 | 黃柙（황합）     | 1699年－1771年 | 昌原黃氏       | 甲科壯元       |
| 英祖二十一年乙丑庭試榜           | 1745年 | 李觀燮（이관섭）   | 1712年－？     | 全州李氏       | 甲科壯元，宗室 |
| 英祖二十二年丙寅庭試榜           | 1746年 | 南雲老（남운로）   | 1708年－？     | 宜寧南氏       | 甲科壯元       |
| 英祖二十二年丙寅謁聖榜           | 1746年 | 李得宗（이득종）   | 1718年－？     | 全州李氏       | 甲科壯元，宗室 |
| 英祖二十二年丙寅重試榜           | 1746年 | 李潤身（이윤신）   | 1689年－1748年 | 咸平李氏       | 甲科壯元       |
| 英祖二十二年丙寅平安道別試榜     | 1746年 | 李仁采（이인채）   | 1695年－1763年 | 平昌李氏       | 甲科壯元       |
| 英祖二十二年丙寅春塘臺試榜       | 1746年 | 李命熙（이명희）   | 1690年－？     | 廣州李氏       | 甲科壯元       |
| 英祖二十二年丙寅咸鏡道別試榜     | 1746年 | 朱炯質（주형질）   | 1717年－？     | 全州朱氏       | 甲科壯元       |
| 英祖二十三年丁卯式年榜           | 1747年 | 沈國賢（심국현）   | 1714年－？     | 青松沈氏       | 甲科壯元       |
| 英祖二十三年丁卯庭試榜           | 1747年 | 李惟秀（이유수）   | 1721年－1771年 | 全州李氏       | 甲科壯元，宗室 |
| 英祖二十四年戊辰春塘臺榜         | 1748年 | 金致仁（）   | 1716年－1790年 | 清風金氏       | 甲科壯元       |
| 英祖二十五年己巳春塘臺榜         | 1749年 | 李亮天（이양천）   | 1716年－？     | 全州李氏       | 甲科壯元，宗室 |
| 英祖二十六年庚午式年榜           | 1750年 | 李存中（이존중）   | 1703年－1761年 | 全州李氏       | 甲科壯元，宗室 |
| 英祖二十六年庚午謁聖榜           | 1750年 | 李仁源（이인원）   | 1722年－？     | 延安李氏       | 甲科壯元       |
| 英祖二十六年庚午溫陽別試榜       | 1750年 | 趙時謙（조시겸）   | 1721年－？     | 淳昌趙氏       | 甲科壯元       |
| 英祖二十七年辛未春塘臺榜         | 1751年 | 吳瓚（오찬）     | 1717年－1751年 | 海州吳氏       | 甲科壯元       |
| 英祖二十七年辛未庭試榜           | 1751年 | 尹得雨（）   | 1719年－1774年 | 海平尹氏       | 甲科壯元       |
| 英祖二十八年壬申庭試榜           | 1752年 | 李明煥（이명환）   | 1718年－1764年 | 全州李氏       | 甲科壯元，宗室 |
| 英祖二十九年癸酉謁聖榜           | 1753年 | 洪檍（홍억）     | 1722年－1809年 | 南陽洪氏       | 甲科壯元       |
| 英祖二十九年癸酉庭試榜（第一次） | 1753年 | 盧聖中（노성중）   | 1724年－？     | 光州盧氏       | 甲科壯元       |
| 英祖二十九年癸酉庭試榜（第二次） | 1753年 | 李鉉玉（이현옥）   | 1696年－？     | 全州李氏       | 甲科壯元       |
| 英祖二十九年癸酉式年榜           | 1753年 | 權世矩（권세구）   | 1721年－？     | 安東權氏       | 甲科壯元       |
| 英祖三十年甲戌道科庭試榜         | 1754年 | 李贇（이빈）     | 1722年－？     | 全州李氏       | 甲科壯元       |
| 英祖三十年甲戌增廣榜             | 1754年 | 洪宗海（홍종해）   | 1711年－？     | 南陽洪氏唐洪系 | 甲科壯元       |
| 英祖三十一年乙亥咸鏡道別試榜     | 1755年 | 吳尚顯（오상현）   | 1714年－？     | 海州吳氏       | 甲科壯元       |
| 英祖三十一年乙亥庭試榜（第一次） | 1755年 | 李時敏（이시민）   | 1701年－？     | 全州李氏       | 甲科壯元，宗室 |
| 英祖三十一年乙亥庭試榜（第二次） | 1755年 | 沈履之（심이지）   | 1720年－1780年 | 青松沈氏       | 甲科壯元       |
| 英祖三十二年丙子庭試榜（第一次） | 1756年 | 金聖猷（김성유）   | 1717年－？     | 靈光金氏       | 甲科壯元       |
| 英祖三十二年丙子耆老庭試榜       | 1756年 | 李嘉遇（이가우）   | 1691年－1760年 | 星州李氏       | 甲科壯元       |
| 英祖三十二年丙子式年榜           | 1756年 | 韓宗纘（한종찬）   | 1731年－？     | 清州韓氏       | 甲科壯元       |
| 英祖三十二年丙子庭試榜（第二次） | 1756年 | 鄭遠達（정원달）   | 1735年－？     | 迎日鄭氏       | 甲科壯元       |
| 英祖三十三年丁丑庭試榜（第一次） | 1757年 | 李宅鎮（이택진）   | 1731年－？     | 德水李氏       | 甲科壯元       |
| 英祖三十三年丁丑庭試榜（第二次） | 1757年 | 李在協（）   | 1731年－1790年 | 龍仁李氏       | 甲科壯元       |
| 英祖三十三年丁丑重試榜           | 1757年 | 李基敬（이기경）   | 1713年－1787年 | 全義李氏       | 甲科壯元       |
| 英祖三十五年己卯式年榜           | 1759年 | 李台鼎（이태정）   | 1705年－？     | 全州李氏       | 甲科壯元       |
| 英祖三十五年己卯別試榜           | 1759年 | 李晩榮（이만영）   | 1717年－？     | 廣州李氏       | 甲科壯元       |
| 英祖三十五年己卯謁聖榜           | 1759年 | 申熤（신익）     | 1728年－？     | 平山申氏       | 甲科壯元       |
| 英祖三十五年己卯庭試榜           | 1759年 | 沈翼雲（심익운）   | 1734年－？     | 青松沈氏       | 甲科壯元       |
| 英祖三十七年辛巳庭試榜           | 1761年 | 權極（권극）     | 1717年－？     | 安東權氏       | 甲科壯元       |
| 英祖三十八年壬午謁聖榜           | 1762年 | 權以綱（권이강）   | 1730年－？     | 安東權氏       | 甲科壯元       |
| 英祖三十八年壬午式年榜           | 1762年 | 趙鎮衡（조진형）   | 1714年－？     | 豐壤趙氏       | 甲科壯元       |
| 英祖三十八年壬午庭試榜           | 1762年 | 申尚權（신상권）   | 1725年－？     | 高靈申氏       | 甲科壯元       |
| 英祖三十九年癸未耆老庭試榜       | 1763年 | 李宗齡（이종령）   | 1694年－？     | 全州李氏       | 甲科壯元       |
| 英祖三十九年癸未增廣榜           | 1763年 | 趙德成（조덕성）   | 1723年－？     | 林川趙氏       | 甲科壯元       |
| 英祖四十年甲申忠良科榜           | 1764年 | 金魯淳（김노순）   | 1721年－？     | 新安東金氏     | 甲科壯元       |
| 英祖四十年甲申江華別試榜         | 1764年 | 柳宅夏（유택하）   | 1714年－？     | 晉州柳氏       | 甲科壯元       |
| 英祖四十年甲申庭試榜             | 1764年 | 閔弘烈（민홍렬）   | 1735年－1777年 | 驪興閔氏       | 甲科壯元       |
| 英祖四十一年乙酉式年榜           | 1765年 | 徐浩修（）   | 1736年－1799年 | 大丘徐氏       | 甲科壯元       |
| 英祖四十一年乙酉華謁聖榜         | 1765年 | 姜彛正（강이정）   | 1737年－？     | 晉州姜氏       | 甲科壯元       |
| 英祖四十二年丙戌庭試榜（第一次） | 1766年 | 李漢慶（이한경）   | 1739年－1772年 | 全州李氏       | 甲科壯元，宗室 |
| 英祖四十二年丙戌重試榜           | 1766年 | 李性源（）   | 1725年－1790年 | 延安徐氏       | 甲科壯元       |
| 英祖四十二年丙戌庭試榜（第二次） | 1766年 | 趙載俊（조재준）   | 1730年－1809年 | 豐壤趙氏       | 甲科壯元       |
| 英祖四十二年丙戌庭試榜（第三次） | 1766年 | 洪纘海（홍찬해）   | 1737年－1777年 | 南陽洪氏唐洪系 | 甲科壯元       |
| 英祖四十二年丙戌庭試榜（第四次） | 1766年 | 徐有隣（서유린）   | 1738年－1802年 | 大丘徐氏       | 甲科壯元       |
| 英祖四十三年丁亥庭試榜           | 1767年 | 金文淳（김문순）   | 1744年－1811年 | 新安東金氏     | 甲科壯元       |
| 英祖四十三年丁亥謁聖榜           | 1767年 | 金光默（김광묵）   | 1730年－？     | 清風金氏       | 甲科壯元       |
| 英祖四十三年丁亥重試榜           | 1767年 | 李之晦（이지회）   | 1706年－？     | 延安李氏       | 甲科壯元       |
| 英祖四十四年戊子式年榜           | 1768年 | 趙𪰱（조정）     | 1719年－1775年 | 豐壤趙氏       | 甲科壯元       |
| 英祖四十四年戊子庭試榜           | 1768年 | 洪宗藎（홍종신）   | 1734年－？     | 南陽洪氏唐洪系 | 甲科壯元       |
| 英祖四十五年己丑飾喜科榜         | 1769年 | 洪樂任（홍낙임）   | 1741年－1801年 | 豐山洪氏       | 甲科壯元       |
| 英祖四十五年己丑耆老庭試榜       | 1769年 | 尹得聖（윤득성）   | 1699年－？     | 海平尹氏       | 甲科壯元       |
| 英祖四十五年己丑庭試榜           | 1769年 | 崔海寧（최해녕）   | 1748年－？     | 綾州崔氏       | 甲科壯元       |
| 英祖四十六年庚寅庭試榜           | 1770年 | 申大升（신대승）   | 1731年－？     | 平山申氏       | 甲科壯元       |
| 英祖四十七年辛卯庭試榜（第一次） | 1771年 | 李商巖（이상암）   | 1738年－？     | 全州李氏       | 甲科壯元，宗室 |
| 英祖四十七年辛卯式年榜           | 1771年 | 南絳老（남강로）   | 1735年－？     | 宜寧南氏       | 甲科壯元       |
| 英祖四十七年辛卯庭試榜（第二次） | 1771年 | 金相定（김상정）   | 1722年－1788年 | 光山金氏       | 甲科壯元       |
| 英祖四十八年壬辰耆老庭試榜       | 1772年 | 申光洙（신광수）   | 1712年－1775年 | 高靈申氏       | 甲科壯元       |
| 英祖四十八年壬辰蕩平庭試榜       | 1772年 | 任宗周（임종주）   | 1734年－？     | 豐川任氏       | 甲科壯元       |
| 英祖四十八年壬辰庭試榜           | 1772年 | 徐有臣（서유신）   | 1735年－1800年 | 大丘徐氏       | 甲科壯元       |
| 英祖四十九年癸巳增廣榜           | 1773年 | 李會遂（이회수）   | 1744年－？     | 全州李氏       | 甲科壯元，宗室 |
| 英祖四十九年癸巳庭試榜           | 1773年 | 李謙煥（이겸환）   | 1739年－？     | 全州李氏       | 甲科壯元       |
| 英祖五十年甲午登俊榜             | 1774年 | 趙德成（조덕성）   | 1723年－？     | 林川趙氏       | 甲科壯元       |
| 英祖五十年甲午式年榜             | 1774年 | 金振久（김진구）   | 1744年－？     | 善山金氏       | 甲科壯元       |
| 英祖五十年甲午庭試榜             | 1774年 | 金魯永（김노영）   | 1747年－？     | 慶州金氏       | 甲科壯元       |
| 英祖五十年甲午平安道別試榜       | 1774年 | 桂德海（）   | 1708年－1775年 | 遂安桂氏       | 甲科壯元       |
| 英祖五十年甲午咸鏡道別試榜       | 1774年 | 朱重純（주중순）   | 1718年－？     | 全州朱氏       | 甲科壯元       |
| 英祖五十年甲午增廣榜             | 1774年 | 李永喆（이영철）   | 1739年－1775年 | 慶州李氏       | 甲科壯元       |
| 英祖五十一年乙未庭試榜（第一次） | 1775年 | 鄭克煥（정극환）   | 1740年－1781年 | 迎日鄭氏       | 甲科壯元       |
| 英祖五十一年乙未庭試榜（第二次） | 1775年 | 李延年（이연년）   | 1729年－？     | 延安李氏       | 甲科壯元       |
| 英祖五十一年乙未庭試榜（第三次） | 1775年 | 沈樂洙（심낙수）   | 1739年－？     | 青松沈氏       | 甲科壯元       |
| 英祖五十一年乙未求賢科榜         | 1775年 | 趙鎮寬（）   | 1739年－1808年 | 豐壤趙氏       | 甲科壯元       |
| 英祖五十一年乙未庭試榜（第四次） | 1775年 | 林道浩（임도호）   | 1735年－？     | 羅州林氏       | 甲科壯元       |
| 英祖五十二年丙申耆老庭試榜       | 1776年 | 姜世晃（강세황）   | 1713年－1791年 | 晉州姜氏       | 甲科壯元       |

### 正祖年間
| 科次                         | 西曆   | 姓名（諺文） | 生卒年         | 本貫       | 備註     |
| ---------------------------- | ------ | ------------ | -------------- | ---------- | -------- |
| 正祖即位年丙申庭試榜         | 1776年 | 尹行履（윤행리）   | 1741年－？     | 南原尹氏   | 甲科壯元 |
| 正祖即位年丙申重試榜         | 1776年 | 吳濬根（오준근）   | 1730年－？     | 寶城吳氏   | 甲科壯元 |
| 正祖元年丁酉增廣榜           | 1777年 | 柳星漢（유성한）   | 1750年－1794年 | 晉州柳氏   | 甲科壯元 |
| 正祖元年丁酉式年榜           | 1777年 | 南述毅（남술의）   | 1744年－？     | 英陽南氏   | 甲科壯元 |
| 正祖元年丁酉庭試榜           | 1777年 | 朴漢奎（박한규）   | 1732年－？     | 密陽朴氏   | 甲科壯元 |
| 正祖二年戊戌謁聖榜           | 1778年 | 朴宗正（박종정）   | 1755年－？     | 潘南朴氏   | 甲科壯元 |
| 正祖二年戊戌庭試榜           | 1778年 | 崔粹翁（최수옹）   | 1734年－？     | 海州崔氏   | 甲科壯元 |
| 正祖三年己亥南漢別試榜       | 1779年 | 閔台赫（민태혁）   | 1746年－1806年 | 驪興閔氏   | 甲科壯元 |
| 正祖四年庚子式年榜           | 1780年 | 金宇海（김우해）   | 1743年－？     | 商山金氏   | 甲科壯元 |
| 正祖六年壬寅謁聖榜           | 1782年 | 趙恒鎮（조항진）   | 1738年－？     | 豐壤趙氏   | 甲科壯元 |
| 正祖六年壬寅平安道別試榜     | 1782年 | 趙夢鶠（조몽언）   | 1748年－？     | 白川趙氏   | 甲科壯元 |
| 正祖六年壬寅咸鏡道別試榜     | 1782年 | 朴聞遠（박문원）   | 1742年－？     | 密陽朴氏   | 甲科壯元 |
| 正祖六年壬寅庭試榜           | 1782年 | 申曮（신엄）     | 1734年－？     | 平山申氏   | 甲科壯元 |
| 正祖七年癸卯增廣榜           | 1783年 | 李勉兢（）   | 1753年－1812年 | 全州李氏   | 甲科壯元 |
| 正祖七年癸卯庭試榜           | 1783年 | 韓商新（한상신）   | 1758年－？     | 清州韓氏   | 甲科壯元 |
| 正祖七年癸卯式年榜           | 1783年 | 崔璧（최벽）     | 1762年－1813年 | 慶州崔氏   | 甲科壯元 |
| 正祖八年甲辰庭試榜（第一次） | 1784年 | 鄭㝡成（정최성）   | 1745年－？     | 河東鄭氏   | 甲科壯元 |
| 正祖八年甲辰庭試榜（第二次） | 1784年 | 韓致應（한치응）   | 1760年－1824年 | 清州韓氏   | 甲科壯元 |
| 正祖九年乙巳謁聖榜           | 1785年 | 金履翼（김이익）   | 1743年－1830年 | 新安東金氏 | 甲科壯元 |
| 正祖九年乙巳庭試榜           | 1785年 | 張至冕（장지면）   | 1743年－？     | 德水張氏   | 甲科壯元 |
| 正祖十年丙午別試榜           | 1786年 | 朴猷煥（박유환）   | 1738年－？     | 密陽朴氏   | 甲科壯元 |
| 正祖十年丙午重試榜           | 1786年 | 睦萬中（）   | 1727年－1810年 | 泗川睦氏   | 甲科壯元 |
| 正祖十年丙午式年榜           | 1786年 | 吳大坤（오대곤）   | 1734年－？     | 寶城吳氏   | 甲科壯元 |
| 正祖十一年丁未庭試榜         | 1787年 | 李義綱（이의강）   | 1742年－？     | 全州李氏   | 甲科壯元 |
| 正祖十三年己酉謁聖榜         | 1789年 | 申獻朝（신헌조）   | 1752年－？     | 平山申氏   | 甲科壯元 |
| 正祖十三年己酉式年榜         | 1789年 | 徐榮輔（）   | 1759年－1816年 | 大丘徐氏   | 甲科壯元 |
| 正祖十三年己酉庭試榜         | 1789年 | 趙得永（）   | 1762年－1824年 | 豐壤趙氏   | 甲科壯元 |
| 正祖十四年庚戌水原別試榜     | 1790年 | 李德升（이덕승）   | 1756年－？     | 全州李氏   | 甲科壯元 |
| 正祖十四年庚戌謁聖榜         | 1790年 | 金憬（김경）     | 1770年－？     | 舊安東金氏 | 甲科壯元 |
| 正祖十四年庚戌增廣榜         | 1790年 | 李文會（이문회）   | 1758年－1828年 | 全義李氏   | 甲科壯元 |
| 正祖十六年壬子式年榜         | 1792年 | 李肇源（이조원）   | 1758年－1832年 | 延安李氏   | 甲科壯元 |
| 正祖十八年甲寅謁聖榜         | 1794年 | 金近淳（）   | 1772年－？     | 新安東金氏 | 甲科壯元 |
| 正祖十八年甲寅庭試榜         | 1794年 | 權晙（권준）     | 1758年－？     | 安東權氏   | 甲科壯元 |
| 正祖十九年乙卯水原別試榜     | 1795年 | 崔之聖（최지성）   | 1756年－？     | 江華崔氏   | 甲科壯元 |
| 正祖十九年乙卯式年榜         | 1795年 | 申鳳朝（신봉조）   | 1745年－？     | 平山申氏   | 甲科壯元 |
| 正祖十九年乙卯庭試榜         | 1795年 | 李卿尹（이경윤）   | 1751年－？     | 全州李氏   | 甲科壯元 |
| 正祖二十年丙辰別試榜         | 1796年 | 金秀臣（김수신）   | 1752年－？     | 舊安東金氏 | 甲科壯元 |
| 正祖二十年丙辰重試榜         | 1796年 | 申鳳朝       | 1745年－？     | 平山申氏   | 甲科壯元 |
| 正祖二十二年戊午式年榜       | 1798年 | 李敬參（이경삼）   | 1763年－？     | 富平李氏   | 甲科壯元 |
| 正祖二十三年己未謁聖榜       | 1799年 | 李奎鎮（이규진）   | 1763年－1822年 | 星山李氏   | 甲科壯元 |
| 正祖二十四年庚申別試榜       | 1800年 | 李在璣（이재기）   | 1759年－？     | 全州李氏   | 甲科壯元 |

### 純祖年間
| 科次                             | 西曆   | 姓名（諺文） | 生卒年         | 本貫           | 備註           |
| -------------------------------- | ------ | ------------ | -------------- | -------------- | -------------- |
| 純祖元年辛酉庭試榜               | 1801年 | 徐長輔（서장보）   | 1767年－1830年 | 大丘徐氏       | 甲科壯元       |
| 純祖元年辛酉增廣榜               | 1801年 | 權常慎（권상신）   | 1759年－1824年 | 安東慎氏       | 甲科壯元       |
| 純祖元年辛酉式年榜               | 1801年 | 尹致鼎（윤치정）   | 1764年－？     | 海平尹氏       | 甲科壯元       |
| 純祖二年壬戌庭試榜（第一次）     | 1802年 | 安光宇（안광우）   | 1753年－？     | 竹山安氏       | 甲科壯元       |
| 純祖二年壬戌庭試榜（第二次）     | 1802年 | 徐能輔（서능보）   | 1769年－1835年 | 大丘徐氏       | 甲科壯元       |
| 純祖二年壬戌庭試榜（第三次）     | 1802年 | 黃明漢（황명한）   | 1771年－？     | 長水黃氏       | 甲科壯元       |
| 純祖三年癸亥謁聖榜               | 1803年 | 李尚愚（이상우）   | 1753年－？     | 延安李氏       | 甲科壯元       |
| 純祖三年癸亥增廣榜               | 1803年 | 金相休（김상휴）   | 1757年－1827年 | 光山金氏       | 甲科壯元       |
| 純祖四年甲子庭試榜               | 1804年 | 李東師（이동사）   | 1770年－？     | 全州李氏       | 甲科壯元，宗室 |
| 純祖四年甲子式年榜               | 1804年 | 李愚在（이우재）   | 1765年－？     | 韓山李氏       | 甲科壯元       |
| 純祖五年乙丑庭試榜               | 1805年 | 李東永（이동영）   | 1755年－？     | 全州李氏       | 甲科壯元，宗室 |
| 純祖五年乙丑增廣榜               | 1805年 | 李魯新（이노신）   | 1762年－？     | 驪州李氏       | 甲科壯元       |
| 純祖六年丙寅別試榜               | 1806年 | 李沆（이항）     | 1774年－？     | 德水李氏       | 甲科壯元       |
| 純祖六年丙寅重試榜               | 1806年 | 具得魯（구득로）   | 1771年－？     | 綾城具氏       | 甲科壯元       |
| 純祖七年丁卯式年榜               | 1807年 | 尹致謙（윤치겸）   | 1772年－？     | 海平尹氏       | 甲科壯元       |
| 純祖七年丁卯庭試榜（第一次）     | 1807年 | 鄭浣（정완）     | 1752年－？     | 東萊鄭氏       | 甲科壯元       |
| 純祖七年丁卯謁聖榜               | 1807年 | 尹致後（윤치후）   | 1777年－1812年 | 海平尹氏       | 甲科壯元       |
| 純祖七年丁卯庭試榜（第二次）     | 1807年 | 朴升鉉（박승현）   | 1778年－？     | 順天朴氏       | 甲科壯元       |
| 純祖九年己巳增廣榜               | 1809年 | 李在秀（）   | 1777年－1822年 | 延安李氏       | 甲科壯元       |
| 純祖十年庚午式年榜               | 1810年 | 南潞（남로）     | 1754年－？     | 宜寧南氏       | 甲科壯元       |
| 純祖十一年辛未庭試榜             | 1811年 | 李升烈（이승렬）   | 1767年－？     | 遂安李氏       | 甲科壯元       |
| 純祖十二年壬申庭試榜             | 1812年 | 具齡錫（구영석）   | 1771年－？     | 綾城具氏       | 甲科壯元       |
| 純祖十三年癸酉增廣榜             | 1813年 | 金蘭淳（）   | 1781年－1851年 | 新安東金氏     | 甲科壯元       |
| 純祖十四年甲戌庭試榜             | 1814年 | 趙冀永（조기영）   | 1781年－？     | 豐壤趙氏       | 甲科壯元       |
| 純祖十四年甲戌式年榜             | 1814年 | 徐憲輔（서헌보）   | 1775年－1815年 | 大丘徐氏       | 甲科壯元       |
| 純祖十五年乙亥庭試榜             | 1815年 | 李是遠（）   | 1789年－1866年 | 全州李氏       | 甲科壯元       |
| 純祖十五年乙亥平安道別試榜       | 1815年 | 金樂澧（김낙례）   | 1786年－？     | 義城金氏       | 甲科壯元       |
| 純祖十五年乙亥咸鏡道別試榜       | 1815年 | 崔晉慶（최진경）   | 1765年－？     | 原州崔氏       | 甲科壯元       |
| 純祖十六年丙子庭試榜             | 1816年 | 林顏喆（임안철）   | 1769年－？     | 羅州林氏       | 甲科壯元       |
| 純祖十六年丙子重試榜             | 1816年 | 李魯集（이노집）   | 1773年－？     | 德水李氏       | 甲科壯元       |
| 純祖十六年丙子式年榜             | 1816年 | 朴宗休（박종휴(）   | 1788年－？     | 潘南朴氏       | 甲科壯元       |
| 純祖十七年丁丑庭試榜             | 1817年 | 權馥（）     | 1769年－？     | 安東權氏       | 甲科壯元       |
| 純祖十九年己卯式年榜             | 1819年 | 趙寅永（조인영）   | 1782年－1850年 | 豐壤趙氏       | 甲科壯元       |
| 純祖二十年庚辰庭試榜             | 1820年 | 金鼎均（김정균）   | 1782年－1847年 | 新安東金氏     | 甲科壯元       |
| 純祖二十一年辛巳庭試榜           | 1821年 | 韓弘教（한홍교）   | 1802年－？     | 清州韓氏       | 甲科壯元       |
| 純祖二十二年壬午式年榜           | 1822年 | 李孝淳（이효순）   | 1789年－？     | 真城李氏       | 甲科壯元       |
| 純祖二十三年癸未庭試榜（第一次） | 1823年 | 李圭祊（이규팽）   | 1791年－？     | 慶州李氏       | 甲科壯元       |
| 純祖二十三年癸未庭試榜（第二次） | 1823年 | 徐萬淳（서만순）   | 1791年－1837年 | 大丘徐氏       | 甲科壯元       |
| 純祖二十五年乙酉式年榜           | 1825年 | 吳致淳（오치순）   | 1792年－？     | 海州吳氏       | 甲科壯元       |
| 純祖二十五年乙酉謁聖榜           | 1825年 | 徐耕輔（서경보）   | 1771年－1839年 | 大丘徐氏       | 甲科壯元       |
| 純祖二十六年丙戌別試榜           | 1826年 | 鄭基一（정기일）   | 1787年－1842年 | 東萊鄭氏       | 甲科壯元       |
| 純祖二十六年丙戌重試榜           | 1826年 | 尹濟弘（윤제홍）   | 1764年－？     | 坡平尹氏       | 甲科壯元       |
| 純祖二十六年丙戌平安道別試榜     | 1826年 | 金聲（김성）     | 1772年－？     | 順天金氏       | 甲科壯元       |
| 純祖二十六年丙戌咸鏡道別試榜     | 1826年 | 許結（허결）     | 1787年－？     | 陽川許氏       | 甲科壯元       |
| 純祖二十七年丁亥庭試榜           | 1827年 | 林原培（임원배）   | 1806年－？     | 扶安林氏       | 甲科壯元       |
| 純祖二十七年丁亥增廣榜           | 1827年 | 洪重燮（홍중섭）   | 1786年－？     | 南陽洪氏唐洪系 | 甲科壯元       |
| 純祖二十八年戊子式年榜           | 1828年 | 俞星煥（유성환）   | 1788年－？     | 杞溪俞氏       | 甲科壯元       |
| 純祖二十九年己丑庭試榜           | 1829年 | 金𫓎（김필）     | 1782年－？     | 延安金氏       | 甲科壯元       |
| 純祖三十年庚寅庭試榜             | 1830年 | 金在田（김재전）   | 1785年－？     | 光山金氏       | 甲科壯元       |
| 純祖三十一年辛卯式年榜           | 1831年 | 金公鉉（김공현）   | 1794年－？     | 光山金氏       | 甲科壯元       |
| 純祖三十四年甲午式年榜           | 1834年 | 沈宜升（심의승）   | 1788年－？     | 青松沈氏       | 甲科壯元       |

### 憲宗年間
| 科次                     | 西曆   | 姓名（諺文） | 生卒年         | 本貫       | 備註           |
| ------------------------ | ------ | ------------ | -------------- | ---------- | -------------- |
| 憲宗元年乙未別試榜       | 1835年 | 韓啟源（）   | 1814年－1882年 | 清州韓氏   | 甲科壯元       |
| 憲宗元年乙未增廣榜       | 1835年 | 李晉翼（이진익）   | 1790年－？     | 延安李氏   | 甲科壯元       |
| 憲宗二年丙申庭試榜       | 1836年 | 朴來萬（박내만）   | 1804年－？     | 密陽朴氏   | 甲科壯元       |
| 憲宗二年丙申重試榜       | 1836年 | 金錫淳（김석순）   | 1787年－1838年 | 新安東金氏 | 甲科壯元       |
| 憲宗三年丁酉式年榜       | 1837年 | 林肯洙（임긍수）   | 1800年－1876年 | 羅州林氏   | 甲科壯元       |
| 憲宗三年丁酉庭試榜       | 1837年 | 徐有薰（서유훈）   | 1795年－？     | 大丘徐氏   | 甲科壯元       |
| 憲宗四年戊戌庭試榜       | 1838年 | 李晦榮（이회영）   | 1788年－？     | 慶州李氏   | 甲科壯元       |
| 憲宗四年戊戌謁聖榜       | 1838年 | 李寅奭（이인석）   | 1800年－？     | 全州李氏   | 甲科壯元，宗室 |
| 憲宗四年戊戌咸鏡道道科榜 | 1838年 | 吳鍾翕（오종흡）   | 1793年－？     | 海州吳氏   | 甲科壯元       |
| 憲宗五年己亥庭試榜       | 1839年 | 金永三（김영삼）   | 1784年－？     | 慶州金氏   | 甲科壯元       |
| 憲宗六年庚子式年榜       | 1840年 | 趙龜夏（조귀하）   | 1815年－？     | 豐壤趙氏   | 甲科壯元       |
| 憲宗七年辛丑庭試榜       | 1841年 | 李好亨（이호형）   | 1816年－？     | 慶州李氏   | 甲科壯元       |
| 憲宗九年癸卯式年榜       | 1843年 | 柳光睦（유광목）   | 1813年－？     | 豐山柳氏   | 甲科壯元       |
| 憲宗十年甲辰增廣榜       | 1844年 | 柳進翰（유진한）   | 1798年－？     | 豐山柳氏   | 甲科壯元       |
| 憲宗十一年乙巳庭試榜     | 1845年 | 丁昌夾（정창협）   | 1798年－1875年 | 昌原丁氏   | 甲科壯元       |
| 憲宗十二年丙午庭試榜     | 1846年 | 張龍逵（장용규）   | 1823年－？     | 仁同張氏   | 甲科壯元       |
| 憲宗十二年丙午重試榜     | 1846年 | 林基洙（임기수）   | 1782年－？     | 羅州林氏   | 甲科壯元       |
| 憲宗十二年丙午式年榜     | 1846年 | 李晩德（이만덕）   | 1809年－？     | 真城李氏   | 甲科壯元       |
| 憲宗十三年丁未庭試榜     | 1847年 | 趙雲卿（조운경）   | 1800年－？     | 豐壤趙氏   | 甲科壯元       |
| 憲宗十四年戊申增廣榜     | 1848年 | 閔泳緯（민영위）   | 1818年－1886年 | 驪興閔氏   | 甲科壯元       |
| 憲宗十四年戊申庭試榜     | 1848年 | 李仁東（이인동）   | 1807年－？     | 全州李氏   | 甲科壯元       |
| 憲宗十五年己酉式年榜     | 1849年 | 李亮信（이양신）   | 1801年－？     | 德水李氏   | 甲科壯元       |
| 憲宗十五年己酉庭試榜     | 1849年 | 尹㻻（윤돈）     | 1815年－？     | 坡平尹氏   | 甲科壯元       |

### 哲宗年間
| 科次                           | 西曆   | 姓名（諺文） | 生卒年         | 本貫     | 備註           |
| ------------------------------ | ------ | ------------ | -------------- | -------- | -------------- |
| 哲宗元年庚戌增廣榜             | 1850年 | 洪祐吉（홍우길）   | 1809年－1890年 | 豐山洪氏 | 甲科壯元       |
| 哲宗二年辛亥庭試榜（第一次）   | 1851年 | 尹秉鼎（윤병정）   | 1822年－1889年 | 南原尹氏 | 甲科壯元       |
| 哲宗二年辛亥庭試榜（第二次）   | 1851年 | 安在麟（안재린）   | 1820年－？     | 順興安氏 | 甲科壯元       |
| 哲宗二年辛亥謁聖榜             | 1851年 | 郭致燮（곽치섭）   | 1810年－？     | 清州郭氏 | 甲科壯元       |
| 哲宗三年壬子式年榜             | 1852年 | 金琦鉉（김기현）   | 1808年－？     | 光山金氏 | 甲科壯元       |
| 哲宗三年壬子庭試榜             | 1852年 | 金⿱堆十（김준） | 1825年－？     | 善山金氏 | 甲科壯元       |
| 哲宗四年癸丑庭試榜             | 1853年 | 李承九（이승구）   | 1833年－1855年 | 韓山李氏 | 甲科壯元       |
| 哲宗五年甲寅庭試榜             | 1854年 | 李應呂（이응려）   | 1800年－？     | 全州李氏 | 甲科壯元       |
| 哲宗五年甲寅耆老庭試榜         | 1854年 | 徐膺淳（서응순）   | 1783年－1862年 | 大丘徐氏 | 甲科壯元       |
| 哲宗五年甲寅濟州別試榜         | 1854年 | 金命岳（김명악）   | 1821年－？     | 金海金氏 | 甲科壯元       |
| 哲宗六年乙卯庭試榜             | 1855年 | 徐友淳（서우순）   | 1800年－？     | 大丘徐氏 | 甲科壯元       |
| 哲宗六年乙卯式年榜             | 1855年 | 金東元（김동원）   | 1814年－？     | 清風金氏 | 甲科壯元       |
| 哲宗七年丙辰別試榜             | 1856年 | 李後善（이후선）   | 1813年－？     | 全州李氏 | 甲科壯元，宗室 |
| 哲宗七年丙辰重試榜             | 1856年 | 宋欽翼（송흠익）   | 1791年－？     | 恩津宋氏 | 甲科壯元       |
| 哲宗八年丁巳庭試榜             | 1857年 | 俞晩源（유만원）   | 1824年－？     | 昌原俞氏 | 甲科壯元       |
| 哲宗九年戊午庭試榜（第一次）   | 1858年 | 金秉洙（김병수）   | 1819年－？     | 三陟金氏 | 甲科壯元       |
| 哲宗九年戊午庭試榜（第二次）   | 1858年 | 李肇信（이조신）   | 1828年－？     | 德水李氏 | 甲科壯元       |
| 哲宗九年戊午式年榜             | 1858年 | 李泰翼（이태익）   | 1831年－？     | 延安李氏 | 甲科壯元       |
| 哲宗十年己未增廣榜             | 1859年 | 尹泰健（윤태건）   | 1827年－？     | 坡平尹氏 | 甲科壯元       |
| 哲宗十一年庚申庭試榜           | 1860年 | 金民秀（윤태건）   | 1828年－？     | 延安金氏 | 甲科壯元       |
| 哲宗十二年辛酉庭試榜           | 1861年 | 鄭漢朝（）   | 1835年－1917年 | 東萊鄭氏 | 甲科壯元       |
| 哲宗十二年辛酉式年榜           | 1861年 | 李心宰（이심재）   | 1825年－？     | 延安李氏 | 甲科壯元       |
| 哲宗十三年壬戌庭試榜（第一次） | 1862年 | 金學魯（김학로）   | 1841年－？     | 善山金氏 | 甲科壯元       |
| 哲宗十三年壬戌庭試榜（第二次） | 1862年 | 趙昌和（조창화）   | 1824年－？     | 豐壤趙氏 | 甲科壯元       |
| 哲宗十四年癸亥濟州別試榜       | 1863年 | 宋祥淳（송상순）   | 1842年－1921年 | 礪山宋氏 | 甲科壯元       |
| 哲宗十四年癸亥庭試榜           | 1863年 | 蔡東寔（채동식）   | 1841年－？     | 平康蔡氏 | 甲科壯元       |

### 高宗年間
| 科次                             | 西曆   | 姓名（諺文） | 生卒年         | 本貫           | 備註           |
| -------------------------------- | ------ | ------------ | -------------- | -------------- | -------------- |
| 高宗元年甲子庭試榜               | 1864年 | 許栻（허식）     | 1828年－？     | 河陽許氏       | 甲科壯元       |
| 高宗元年甲子增廣榜               | 1864年 | 朴瑄壽（박선수）   | 1821年－1899年 | 潘南朴氏       | 甲科壯元       |
| 高宗二年乙丑式年榜               | 1865年 | 梁相器（양상기）   | 1827年－？     | 濟州梁氏       | 甲科壯元       |
| 高宗三年丙寅庭試榜（第一次）     | 1866年 | 黃益秀（황익수）   | 1836年－？     | 昌原黃氏       | 甲科壯元       |
| 高宗三年丙寅重試榜               | 1866年 | 李珪永（이규영）   | 1827年－？     | 全州李氏       | 甲科壯元，宗室 |
| 高宗三年丙寅庭試榜（第二次）     | 1866年 | 李晩燾（이만도）   | 1842年－1910年 | 真城李氏       | 甲科壯元       |
| 高宗三年丙寅謁聖榜               | 1866年 | 高永錫（고영석）   | 1842年－？     | 濟州高氏       | 甲科壯元       |
| 高宗三年丙寅平安道道科榜         | 1866年 | 崔鳳命（최봉명）   | 1793年－？     | 全州崔氏       | 甲科壯元       |
| 高宗三年丙寅江華別試榜           | 1866年 | 李演壽（이연수）   | 1809年－？     | 全州李氏       | 甲科壯元       |
| 高宗三年丙寅開城別試榜           | 1866年 | 李喆（이철）     | 1836年－？     | 臨江李氏       | 甲科壯元       |
| 高宗四年丁卯咸鏡道道科榜         | 1867年 | 黃夏謙（황하겸）   | 1821年－？     | 平海黃氏       | 甲科壯元       |
| 高宗四年丁卯式年榜               | 1867年 | 金正浩（김정호）   | 1839年－1900年 | 舊安東金氏     | 甲科壯元       |
| 高宗四年丁卯庭試榜               | 1867年 | 鄭度仁（정도인）   | 1840年－？     | 海州鄭氏       | 甲科壯元       |
| 高宗五年戊辰庭試榜（第一次）     | 1868年 | 蔡思欽（채사흠）   | 1825年－？     | 仁川蔡氏       | 甲科壯元       |
| 高宗五年戊辰庭試榜（第二次）     | 1868年 | 李蒙濟（이몽제）   | 1838年－？     | 全州李氏       | 甲科壯元       |
| 高宗六年己巳庭試榜               | 1869年 | 都錫壎（도석훈）   | 1812年－1877年 | 星州都氏       | 甲科壯元       |
| 高宗七年庚午庭試榜               | 1870年 | 南光轍（남광철）   | 1845年－？     | 宜寧南氏       | 甲科壯元       |
| 高宗七年庚午式年榜               | 1870年 | 閔致亮（민치량）   | 1844年－1932年 | 驪興閔氏       | 甲科壯元       |
| 高宗八年辛未謁聖榜               | 1871年 | 李載晩（이재만）   | 1828年－？     | 全州李氏       | 甲科壯元       |
| 高宗八年辛未庭試榜               | 1871年 | 李鎬翼（이호익）   | 1844年－？     | 牛峰李氏       | 甲科壯元       |
| 高宗九年壬申謁聖榜               | 1872年 | 金玉均（김옥균）   | 1851年－1894年 | 新安東金氏     | 甲科壯元       |
| 高宗九年壬申開城別試榜           | 1872年 | 王性協（왕성협）   | 1850年－？     | 開城王氏       | 甲科壯元       |
| 高宗九年壬申庭試榜               | 1872年 | 韓奭東（한석동）   | 1831年－？     | 清州韓氏       | 甲科壯元       |
| 高宗十年癸酉式年榜               | 1873年 | 尹升求（윤승구）   | 1825年－？     | 海平尹氏       | 甲科壯元       |
| 高宗十年癸酉庭試榜               | 1873年 | 洪炳一（홍병일）   | 1853年－？     | 南陽洪氏唐洪系 | 甲科壯元       |
| 高宗十一年甲戌增廣榜             | 1874年 | 李胄榮（）   | 1838年－1917年 | 慶州李氏       | 甲科壯元       |
| 高宗十一年甲戌庭試榜             | 1874年 | 趙圭鉉（조규현）   | 1856年－？     | 白川趙氏       | 甲科壯元       |
| 高宗十二年乙亥別試榜             | 1875年 | 李容元（）   | 1833年－1911年 | 全州李氏       | 甲科壯元       |
| 高宗十三年丙子庭試榜             | 1876年 | 金世鎮（김세진）   | 1838年－？     | 金海金氏       | 甲科壯元       |
| 高宗十三年丙子重試榜             | 1876年 | 尹相賢（윤상현）   | 1825年－？     | 坡平尹氏       | 甲科壯元       |
| 高宗十三年丙子式年榜             | 1876年 | 金元圭（김원규）   | 1840年－？     | 新安東金氏     | 甲科壯元       |
| 高宗十三年咸鏡道道科榜           | 1876年 | 韓白奎（한백규）   | 1831年－？     | 清州韓氏       | 甲科壯元       |
| 高宗十四年丁丑庭試榜             | 1877年 | 趙重弼（조중필）   | 1843年－？     | 楊州趙氏       | 甲科壯元       |
| 高宗十四年丁丑耆老應製榜         | 1877年 | 徐鼎勳（서정훈）   | 1804年－？     | 扶餘徐氏       | 甲科壯元       |
| 高宗十五年戊寅庭試榜             | 1878年 | 高雲亻政（고운정） | 1843年－？     | 濟州高氏       | 甲科壯元       |
| 高宗十六年己卯庭試榜（第一次）   | 1879年 | 南廷皓（남정호）   | 1843年－？     | 宜寧南氏       | 甲科壯元       |
| 高宗十六年己卯庭試榜（第二次）   | 1879年 | 李東淵（이동연）   | 1808年－？     | 全州李氏       | 甲科壯元       |
| 高宗十六年己卯式年榜             | 1879年 | 尹英秀（윤영수）   | 1853年－？     | 坡平尹氏       | 甲科壯元       |
| 高宗十七年庚辰庭試榜（第一次）   | 1880年 | 李承九（이승구）   | 1848年－？     | 驪州李氏       | 甲科壯元       |
| 高宗十七年庚辰增廣榜             | 1880年 | 俞鎮沃（유진옥）   | 1846年－？     | 杞溪俞氏       | 甲科壯元       |
| 高宗十七年庚辰謁聖榜             | 1880年 | 朴寅煥（박인환）   | 1866年－？     | 慶州朴氏       | 甲科壯元       |
| 高宗十七年庚辰庭試榜（第二次）   | 1880年 | 魏翼源（위익원）   | 1846年－1894年 | 長興魏氏       | 甲科壯元       |
| 高宗十八年辛巳庭試榜             | 1881年 | 徐公淳（서공순）   | 1842年－1911年 | 大丘徐氏       | 甲科壯元       |
| 高宗十九年壬午別試榜（第一次）   | 1882年 | 尹榮植（윤영식）   | 1858年－？     | 坡平尹氏       | 甲科壯元       |
| 高宗十九年壬午庭試榜             | 1882年 | 李龜相（이귀상）   | 1829年－？     | 星山李氏       | 甲科壯元       |
| 高宗十九年壬午增廣榜             | 1882年 | 尹宖善（윤횡선）   | 1832年－？     | 海平尹氏       | 甲科壯元       |
| 高宗十九年壬午別試榜（第二次）   | 1882年 | 徐相雨（）   | 1831年－1903年 | 大丘徐氏       | 甲科壯元       |
| 高宗二十年癸未式年榜             | 1883年 | 尹皞燮（윤호섭）   | 1829年－？     | 坡平尹氏       | 甲科壯元       |
| 高宗二十年癸未別試榜             | 1883年 | 金洛鎮（김낙진）   | 1836年－？     | 新安東金氏     | 甲科壯元       |
| 高宗二十二年乙酉庭試榜           | 1885年 | 李敏奎（이민규）   | 1852年－？     | 德水李氏       | 甲科壯元       |
| 高宗二十二年乙酉式年榜           | 1885年 | 宋敏洙（송민수）   | 1814年－？     | 恩津宋氏       | 甲科壯元       |
| 高宗二十二年乙酉增廣榜           | 1885年 | 俞致益（유치익）   | 1822年－？     | 杞溪俞氏       | 甲科壯元       |
| 高宗二十三年丙戌庭試榜           | 1886年 | 金亮鉉（김양현）   | 1838年－？     | 光山金氏       | 甲科壯元       |
| 高宗二十三年丙戌重試榜           | 1886年 | 沈琦澤（심기택）   | 1826年－？     | 青松沈氏       | 甲科壯元       |
| 高宗二十三年丙戌平安道道科榜     | 1886年 | 金敬濬（김경준）   | 1862年－？     | 金海金氏       | 甲科壯元       |
| 高宗二十四年丁亥咸鏡道道科榜     | 1887年 | 徐百倫（서백륜）   | 1859年－？     | 利川徐氏       | 甲科壯元       |
| 高宗二十四年丁亥庭試榜（第一次） | 1887年 | 南光熙（남광희）   | 1852年－？     | 宜寧南氏       | 甲科壯元       |
| 高宗二十四年丁亥開城別試榜       | 1887年 | 禹濟一（우제일）   | 1858年－？     | 丹陽禹氏       | 甲科壯元       |
| 高宗二十四年丁亥庭試榜（第二次） | 1887年 | 朴鼎壽（박정수）   | 1867年－？     | 潘南朴氏       | 甲科壯元       |
| 高宗二十五年戊子耆老應製試榜     | 1888年 | 俞龜煥（유귀환）   | 1850年－？     | 杞溪俞氏       | 甲科壯元       |
| 高宗二十五年戊子庭試榜           | 1888年 | 吳春泳（오춘영）   | 1848年－？     | 海州吳氏       | 甲科壯元       |
| 高宗二十五年戊子式年榜           | 1888年 | 金懿秀（김의수）   | 1839年－？     | 延安金氏       | 甲科壯元       |
| 高宗二十五年戊子別試榜           | 1888年 | 宋鍾五（송종오）   | 1828年－1904年 | 恩津宋氏       | 甲科壯元       |
| 高宗二十六年己丑謁聖試榜         | 1889年 | 李冕相（이면상）   | 1846年－？     | 全州李氏       | 甲科壯元       |
| 高宗二十七年庚寅耆老應製試榜     | 1890年 | 鄭海觀（정해관）   | 1807年－？     | 迎日鄭氏       | 甲科壯元       |
| 高宗二十七年庚寅別試榜           | 1890年 | 權沇（권연）     | 1861年－？     | 安東權氏       | 甲科壯元       |
| 高宗二十八年辛卯庭試榜（第一次） | 1891年 | 金炳翕（김병흡）   | 1861年－？     | 新安東金氏     | 甲科壯元       |
| 高宗二十八年辛卯庭試榜（第二次） | 1891年 | 閔斗顯（민두현）   | 1866年－？     | 驪興閔氏       | 甲科壯元       |
| 高宗二十八年辛卯增廣榜           | 1891年 | 宋秉瓚（송병찬）   | 1837年－？     | 恩津宋氏       | 甲科壯元       |
| 高宗二十八年辛卯庭試榜（第三次） | 1891年 | 李炳龍（이병룡）   | 1868年－？     | 延安李氏       | 甲科壯元       |
| 高宗二十八年辛卯式年榜           | 1891年 | 閔致殷（민치은）   | 1859年－1919年 | 驪興閔氏       | 甲科壯元       |
| 高宗二十九年壬辰別試榜（第一次） | 1892年 | 崔國鉉（최국현）   | 1834年－？     | 海州崔氏       | 甲科壯元       |
| 高宗二十九年壬辰庭試榜           | 1892年 | 李寅昌（이인창）   | 1845年－？     | 全州李氏       | 甲科壯元       |
| 高宗二十九年壬辰別試榜（第二次） | 1892年 | 安廷侃（안정간）   | 1846年－？     | 順興安氏       | 甲科壯元       |
| 高宗二十九年壬辰謁聖榜           | 1892年 | 千光祿（）   | 1848年－1931年 | 潁陽千氏       | 甲科壯元       |
| 高宗二十九年壬辰別試榜（第三次） | 1892年 | 沈相弼（심상필）   | 1843年－？     | 青松沈氏       | 甲科壯元       |
| 高宗三十年癸巳庭試榜（第一次）   | 1893年 | 吳英（오영）     | 1874年－？     | 海州吳氏       | 甲科壯元       |
| 高宗三十年癸巳謁聖榜             | 1893年 | 李龍泰（이용태）   | 1865年－？     | 慶州李氏       | 甲科壯元       |
| 高宗三十年癸巳庭試榜（第二次）   | 1893年 | 李鍾翊（이종익）   | 1855年－？     | 慶州李氏       | 甲科壯元       |
| 高宗三十年癸巳平安道永義科榜     | 1893年 | 金潤起（김윤기）   | 1870年－？     | 豐山金氏       | 甲科壯元       |
| 高宗三十一年甲午式年榜           | 1894年 | 慎宗翼（신종익）   | 1857年－？     | 居昌慎氏       | 甲科壯元       |